# Alsace-Lorraine
Pour les articles homonymes, voir Alsace (homonymie) et Lorraine (homonymie).
Ne doit pas être confondu avec l'Alsace-Moselle.
10 mai 1871 – 10 janvier 1920
(48 ans et 8 mois)
Entités précédentes :
- Empire français
(Bas-Rhin, Haut-Rhin, Moselle, Meurthe et Vosges)

Entités suivantes :
- Conseil national d'Alsace-Lorraine
- Conseils d'ouvriers et de soldats en Alsace-Lorraine
- République française
(Bas-Rhin, Haut-Rhin, Moselle)

L'Alsace-Lorraine (en allemand Elsaß-Lothringen) est le territoire cédé par la France à l'Empire allemand en application du traité de Francfort, signé le 10 mai 1871 après la défaite française.
L'entité politique, qui a été couramment appelée Alsace-Lorraine et portait le nom officiel de Reichsland Elsaß-Lothringen, correspond au territoire actuel de l'Alsace-Moselle, c'est-à-dire les départements actuels de la Moselle, du Bas-Rhin et du Haut-Rhin.
Le traité préliminaire de paix entérinant la cession est ratifié, à la demande d'Adolphe Thiers (premier chef de l’État de la Troisième République), le 1er mars 1871 par le parlement français réuni à Bordeaux ; le vote comptera 546 députés favorables à la cession, 107 contre et 23 abstentions. Les députés opposés sont essentiellement les élus parisiens et des territoires concernés et se retrouvent très minoritaires. Les élus des territoires d'Alsace et de Lorraine qui ont été cédés signent ensemble un texte de désapprobation qui sera appelé « la protestation de Bordeaux ».
Si le traité ne concerne pas l'intégralité des territoires lorrain et alsacien d'alors, il ampute la France de territoires répartis entre cinq départements de l'époque. Cette cession concerne les trois quarts de l'ancien département de la Moselle, un quart de celui de la Meurthe, quelques communes situées dans l'est du département des Vosges, les cinq sixièmes du département du Haut-Rhin et l'intégralité du Bas-Rhin. Ces territoires, qui avaient été progressivement annexés par le royaume de France entre les XVIIe et XVIIIe siècles, faisaient auparavant partie du Saint-Empire romain germanique.
Bien qu'une petite partie de l'Alsace (l'arrondissement devenu Territoire de Belfort) et la plus grande partie de la Lorraine soient restées françaises, un grand nombre de rues, avenues, boulevards, places et cours ont été baptisés du nom « d'Alsace-Lorraine » dans la France entière dès 1871, en mémoire des régions perdues. Sur la place de la Concorde à Paris, la statue représentant la ville de Strasbourg fut fleurie et voilée d'un drap noir jusqu'à l'armistice de 1918.
Dès les premiers mois de l'intégration des territoires à l'Allemagne, se constitua en France une mouvance politique qui se donna pour objectif de les reconquérir un jour. Le revanchisme, qui naquit plus tôt en Allemagne, et qui attribuait le démembrement et le retard du monde allemand aux conséquences néfastes du traité de Westphalie et des guerres napoléoniennes, se conjugua alors dans une version française très virulente. L'esprit de revanche contribua largement à préparer le terrain qui aboutit par la suite à la guerre de 1914-1918, puis à celle de 1939-1945.
Aussi, le cas de l'« Alsace-Lorraine » (1871-1919) (plus précisément appelée Alsace-Moselle par la suite), devint l'enjeu et le réceptacle séculaire de passions nationalistes rivales entre la France et l'Allemagne. Ces territoires avaient déjà fait l'objet de francisations et de germanisations successives par le passé, au gré de conquêtes et d'appropriations antérieures à 1870. Cette histoire doit donc être contextualisée, et examinée avec circonspection et recul critique, les divers récits historiques ayant longtemps été tronqués et manipulés de part et d'autre pour servir les causes nationalistes, justifier les guerres et les excès commis aux dépens des populations lors des diverses conquêtes ou reconquêtes.

## Le retour à l'Allemagne

### Contexte historique et politique

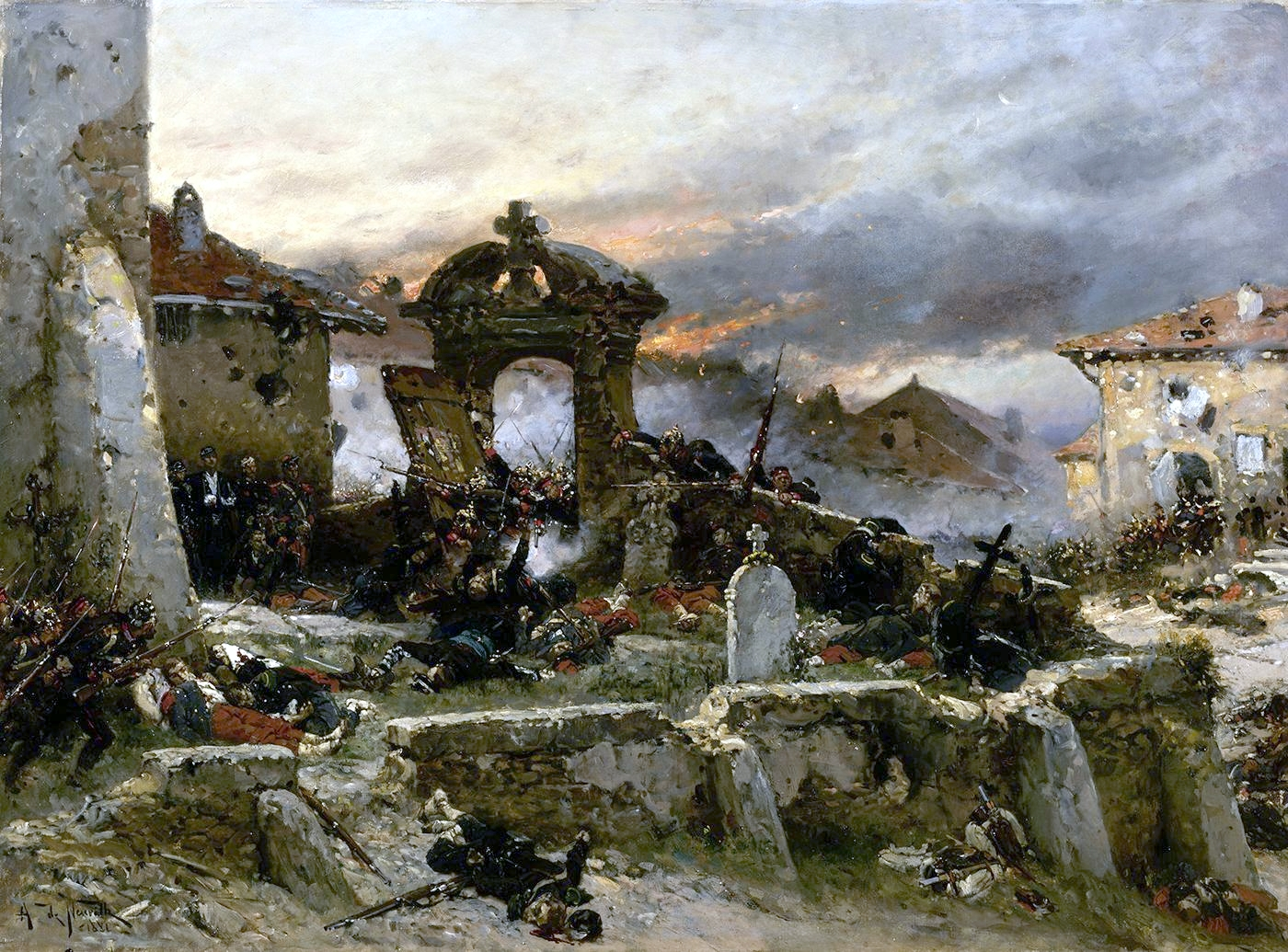
La bataille de Saint-Privat (18 août 1870) permit à l'armée allemande d'assiéger Metz qui se rendit le 28 octobre. L'empereur allemand exigea que soient rattachés au Reich les villages qu'il nommait « Le tombeau de ma garde ».

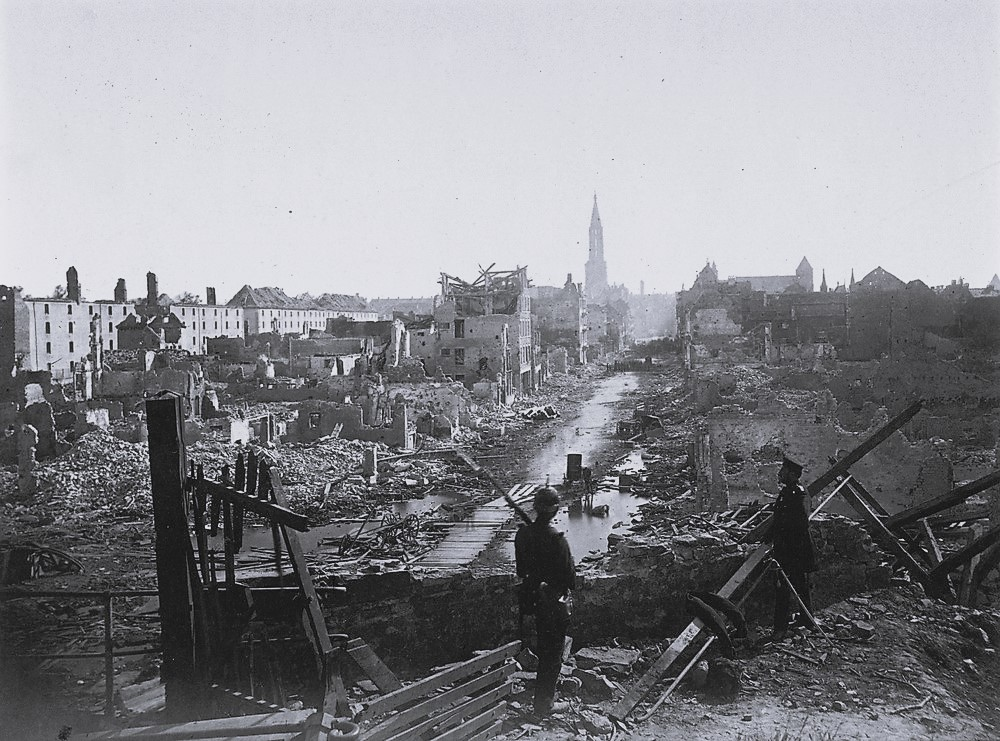
Photographie de la ville de Strasbourg prise le 28 septembre 1870, jour de sa capitulation à la suite des lourds bombardements prussiens.

Le rattachement aux États allemands de territoires situés en Lorraine et en Alsace est une question déjà soulevée lors du congrès de Vienne (1814-1815). Mais face à la complexité d'enjeux territoriaux concernant une grande partie de l'Europe, la France ne subira pas de perte territoriale significative.
Cependant, à la suite des guerres napoléoniennes et du sentiment d'humiliation de la Prusse et de l'Autriche, de la suppression du Saint-Empire par Napoléon Ier en 1806, le pangermanisme naît, sur l'idée d'un nouvel empire rassemblant les populations de langue et de culture germaniques.
Au cours du XVIIIe siècle, des historiens allemands incriminent notamment les traités de Westphalie, à la fin de la guerre de Trente Ans. Ils estiment que ces traités ont brisé le dynamisme politique, culturel et économique du Saint-Empire, notamment par les annexions françaises de l'Alsace (1648-1681), puis celle, plus étalée dans le temps, du duché de Lorraine (1648-1766). En 1860, parut à Berlin un texte anonyme, Elsaß und Lothringen deutsch, où les deux provinces étaient revendiquées selon le principe des nationalités définies par la langue.
La solution d'un nouveau grand empire allemand achoppe dans l'affrontement entre la Prusse et l'Autriche. La Prusse obtiendra la direction du mouvement pangermaniste après la bataille de Sadowa en 1866. L'Autriche restera donc exclue du nouveau projet d'empire allemand.
Au fil de la guerre franco-allemande de 1870-1871, dont la Prusse est la tête de file, l'opinion publique allemande souhaite un rattachement de l'Alsace-Lorraine à l'Allemagne avec des arguments historiques, ethniques et linguistiques (revendications d’appartenance à la germanité) alors que les gouvernants avancent des arguments stratégiques (protéger le flanc sud de l'Allemagne) et économiques (mines et bassin industriel de Lorraine, dont Briey).
Dans un fameux échange épistolaire entre l'empereur Guillaume et l'impératrice Eugénie qui supplie le souverain allemand de renoncer à ce désir, celui-ci avance que la réelle motivation est strictement militaire, le nouvel empire ne souhaitant qu'utiliser comme glacis militaire ces territoires détachés de la France et éloigner ainsi la frontière française au-delà du Rhin et de la Meuse, et intégrer les places fortes de Metz et Strasbourg, ne considérant nullement ces territoires comme allemands.
Le tracé de la nouvelle frontière en Lorraine est déterminé plus par une frontière naturelle que par la frontière linguistique, puisqu'en Lorraine cédée à l'Allemagne près de 40 % de la population était francophone. En effet, la frontière linguistique passait au nord de la frontière territoriale, aux environs d'une ville que les uns appelaient Thionville et les autres Diedenhofen. Des villes comme Metz (cité natale du poète Verlaine), Château-Salins, Vic-sur-Seille (cité natale du peintre Georges de La Tour) et Dieuze (cité natale du compositeur Gustave Charpentier, du mathématicien Charles Hermite, du peintre Émile Friant et du critique d'art Edmond About) étaient à l'époque complètement francophones. Les hautes vallées de la Weiss (Orbey) et de la Lièpvrette (Sainte-Marie-aux-Mines) forment le « pays welche » d'Alsace et sont d'ancienne tradition francophone.

### Tracé de la nouvelle frontière

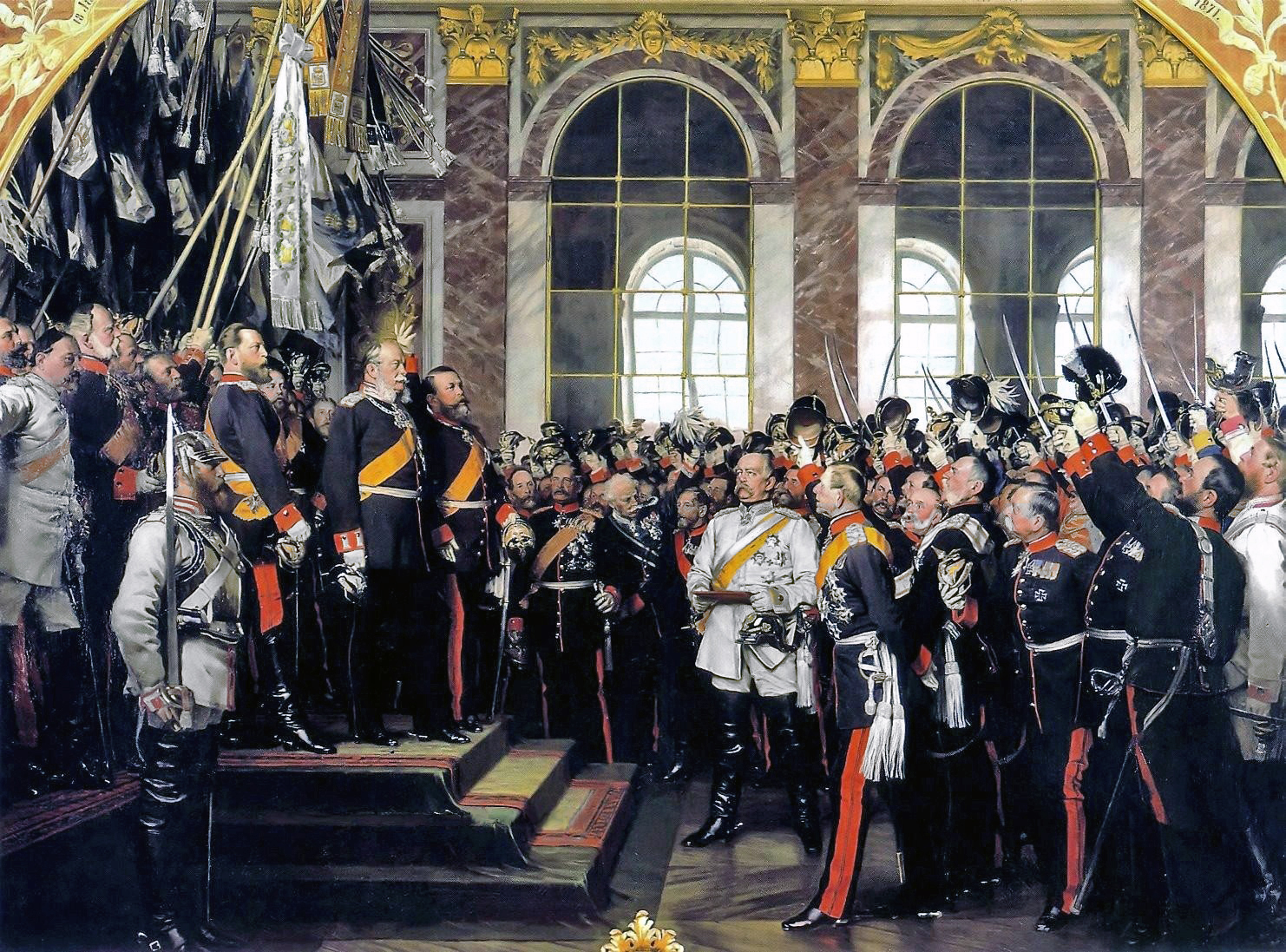
La proclamation de l’Empire allemand (au château de Versailles, le 18 janvier 1871) : sur l'estrade le Kaiser Guillaume Ier, à sa droite le Kronprinz Frédéric-Guillaume, au pied de l'estrade, en blanc, le chancelier de l'Empire, prince de Bismarck.

La nouvelle frontière suit en effet la ligne de partage des eaux entre le bassin versant de la Sarre Blanche (assimilée aujourd’hui au cours supérieur de la Sarre) et celui de la Vezouze qui reste français. Dans le département des Vosges en atteignant le massif du Donon, le tracé imposé par les Allemands englobe pour des raisons stratégiques des territoires à l'est de la ligne de crête : le canton de Schirmeck et la moitié du canton de Saales sont réunis à l'Allemagne (l'autre moitié formant le canton de Provenchères-sur-Fave). Ils seront intégrés en 1919 au Bas-Rhin (extension du territoire de la commune de Grandfontaine) avec le cas particulier de Raon-sur-Plaine et Raon-lès-Leau, sur l’autre rive de la rivière Plaine (qui seront rendus en 1872 conformément à l'annexe du traité dans la discussion sur Avricourt). Au sud, le tracé suit la ligne des crêtes jusqu’au ballon d’Alsace alors qu'au nord Metz et Château-Salins, situés dans l'aire romane, sont revendiqués pour des raisons économiques (mines et industries du fer, contrepartie pour que Belfort reste français). Metz est revendiquée pour des raisons stratégiques, en tant qu'ancienne ville libre d'Empire  (freie Reichstadt), verrou de l'Allemagne moyenne, et parce qu'elle a été perçue pendant des siècles, jusqu'à l'annexion française de 1552, en tant qu'"écu et propugnacle de l'Empire".
De même que la partie germanophone de l'arrondissement de Briey, qui ne représente plus qu'un petit nombre de localités dans les années 1860 (de Mont-Saint-Martin à Villerupt) est laissée à la France.
Une vigoureuse politique de germanisation est conduite par les Allemands qui posent des bornes frontière (peuplement après l'exil par des germanophones, enseignement de l'allemand, structures politiques et économiques) avec des tensions que symbolise le procès intenté à l'association La Lorraine Sportive en 1911 ou l'incident de Saverne à l'automne 1913.

### Conséquences territoriales

Redécoupage des frontières départementales à la suite de la cession de l'Alsace-Lorraine à l'Allemagne.

Le territoire annexé (en allemand Reichsland, pays d'Empire) recouvre donc les actuels départements de l'Alsace (Bas-Rhin et Haut-Rhin) ainsi que l'actuel département de la Moselle. En regard des départements de 1870, il comprend : le Bas-Rhin en totalité ; le Haut-Rhin, excepté la moitié de l'arrondissement de Belfort restée française, qui devient l'arrondissement subsistant du Haut-Rhin (renommé en 1922 Territoire de Belfort) ; la Moselle, sauf la quasi-totalité de l'arrondissement de Briey (incluant Longwy) ; la plus grande partie des arrondissements de Château-Salins et de Sarrebourg, appartenant au département de la Meurthe. Sont restés français : le reste du département de la Meurthe auquel a été rattaché l'arrondissement de Briey issu de la Moselle pour créer en 1871 le département de Meurthe-et-Moselle ; l'essentiel du département des Vosges à l'exclusion d'une partie de ses anciens cantons de Schirmeck et de Saales (lesquels seront rattachés au Bas-Rhin lors de leur retour à la France, en 1918). Le quatrième département lorrain, celui de la Meuse, n'a pas été touché.
C'est ainsi que l’appellation "Alsace-Lorraine" prête parfois à confusion, tant du point de vue géographique et que du point de vue politique. Pour éviter la confusion avec la Lorraine actuelle, les textes administratifs français contemporains (surtout quand il s'agit du droit spécifique hérité de la période 1871-1918) parlent de l'Alsace-Moselle ; en dehors du cadre administratif ou judiciaire, cette dénomination est rarement utilisée même si celle-ci est plus pertinente.
D'autre part, ce regroupement administratif d'une partie de la Lorraine à l'Alsace fut créé par les Allemands malgré l'imposante frontière naturelle qui les sépare, celle-ci étant le massif des Vosges, regroupement qui fut qualifié par Fernand Fizaine de « disparate assemblage bismarckien ». Ce schéma ne fut d'ailleurs pas reproduit en 1940-44, où la Moselle fut rattachée administrativement au Nord et l'Alsace à l'Est. Un détail qui historiquement et linguistiquement était plus logique. Similairement, certains Alsaciens qualifient encore la zone germanophone de Moselle d’« üssland » (étranger).

## Le Reichsland Elsaß-Lothringen de1871à1918

L'Alsace-Lorraine au sein de l'Empire allemand.

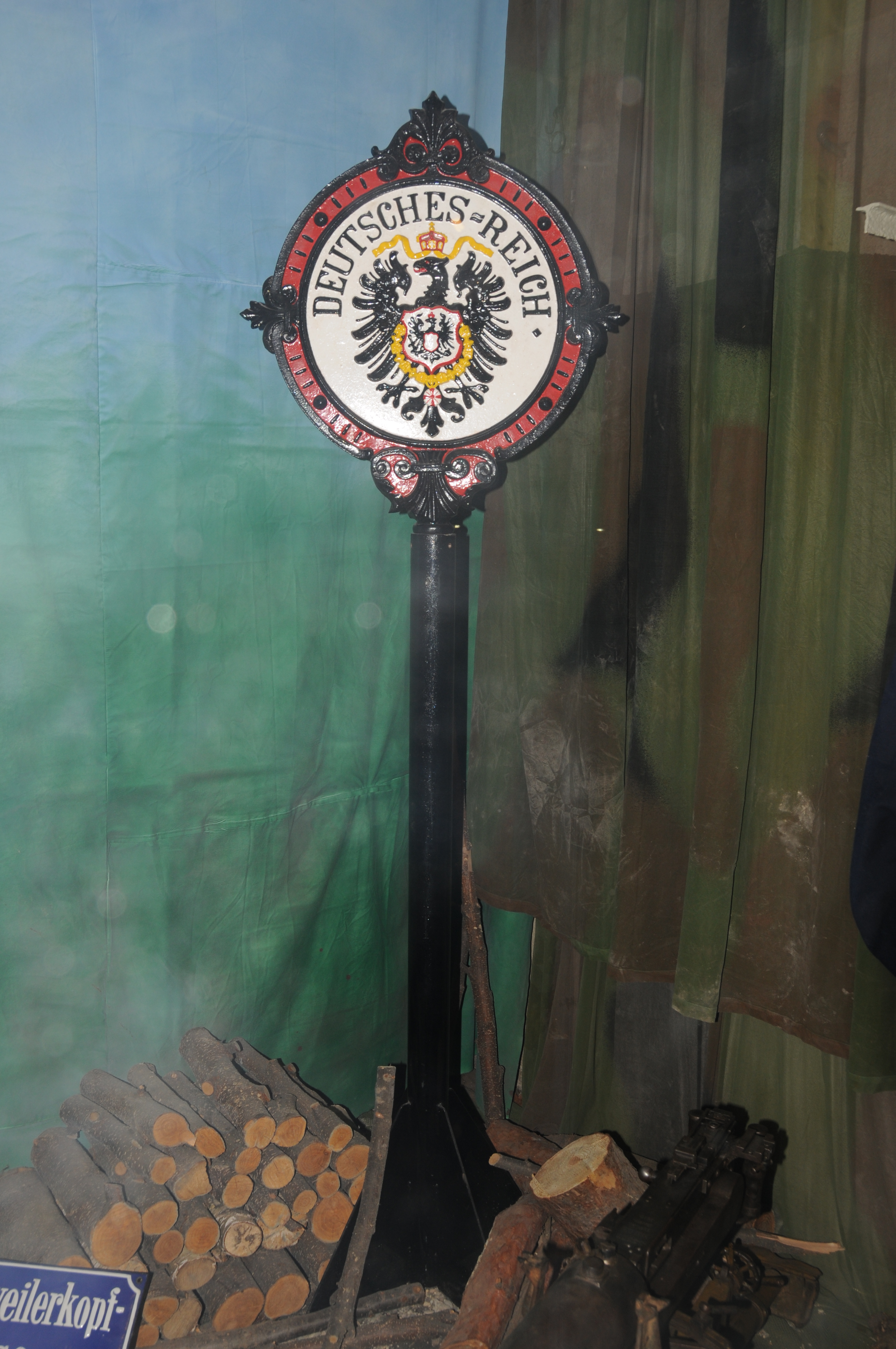
Poteau-frontière présent, à l'époque, à la frontière franco-allemande (franco-alsacienne).

Le Reichsland Elsaß-Lothringen (territoire d'empire d’Alsace-Lorraine) est devenu partie intégrante de l’Empire allemand de 1871 à 1918, par la cession par la France au traité de Francfort du 10 mai 1871 des territoires français correspondant aujourd’hui à la Moselle, au Bas-Rhin et au Haut-Rhin. Après la signature du traité, reconnu de jure par les autres nations, il ne fut juridiquement plus question de parler d'annexion pour ces territoires même si aux yeux des Français l'annexion de droit demeurait.
Le Land avait une superficie de 14 522 km2 et en décembre 1871 il comptait 1 549 738 habitants et 1 874 014 habitants en 1910,. La capitale du Land était Strasbourg (Straßburg à l’époque).
La Direction générale impériale des chemins de fer d'Alsace-Lorraine (« Kaiserliche Generaldirektion der Eisenbahnen in Elsaß-Lothringen ») est créée le 9 décembre 1871 afin d'exploiter le réseau ferroviaire du Reichsland.

Drapeau du Reichsland, voté par le Parlement d'Alsace-Lorraine en 1912. Il reprend les couleurs de l’Alsace et la croix de Lorraine.

Le Reichsland était théoriquement la propriété commune de tous les États allemands et certains souverains ne manquent pas de faire remarquer au gouverneur de l'Alsace-Lorraine qu'ils le considèrent comme leur représentant à eux aussi ; dans les faits, l'influence des princes est nulle, et seule la volonté de l'Empereur compte. Intégré au sein de l'Empire allemand dans un ensemble pangermanique, le Reichsland Elsaß-Lothringen bénéficie d'un statut particulier : il est régi d'abord « directement » par l'Empereur, puis par les organes de l'Empire. Les lois qui concernent cette nouvelle province doivent être votées par le Conseil fédéral. Le land dépendait directement de l’empereur, représenté par un Statthalter (gouverneur).
Une nouvelle constitution votée par le Reichstag lui est accordée le 31 mai 1911. Le Reichsland disposait ainsi de trois voix au Bundesrat à partir de cette date. Quelques semaines avant l'Armistice, en octobre 1918, le Reichsland devint un État confédéré qui s'effondra lors du retour du Land à la France.
Le Reichsland Elsaß-Lothringen fut supprimé en 1919 par le traité de Versailles et le territoire perdu en 1871 redevint français.

### Organisation administrative duReichsland

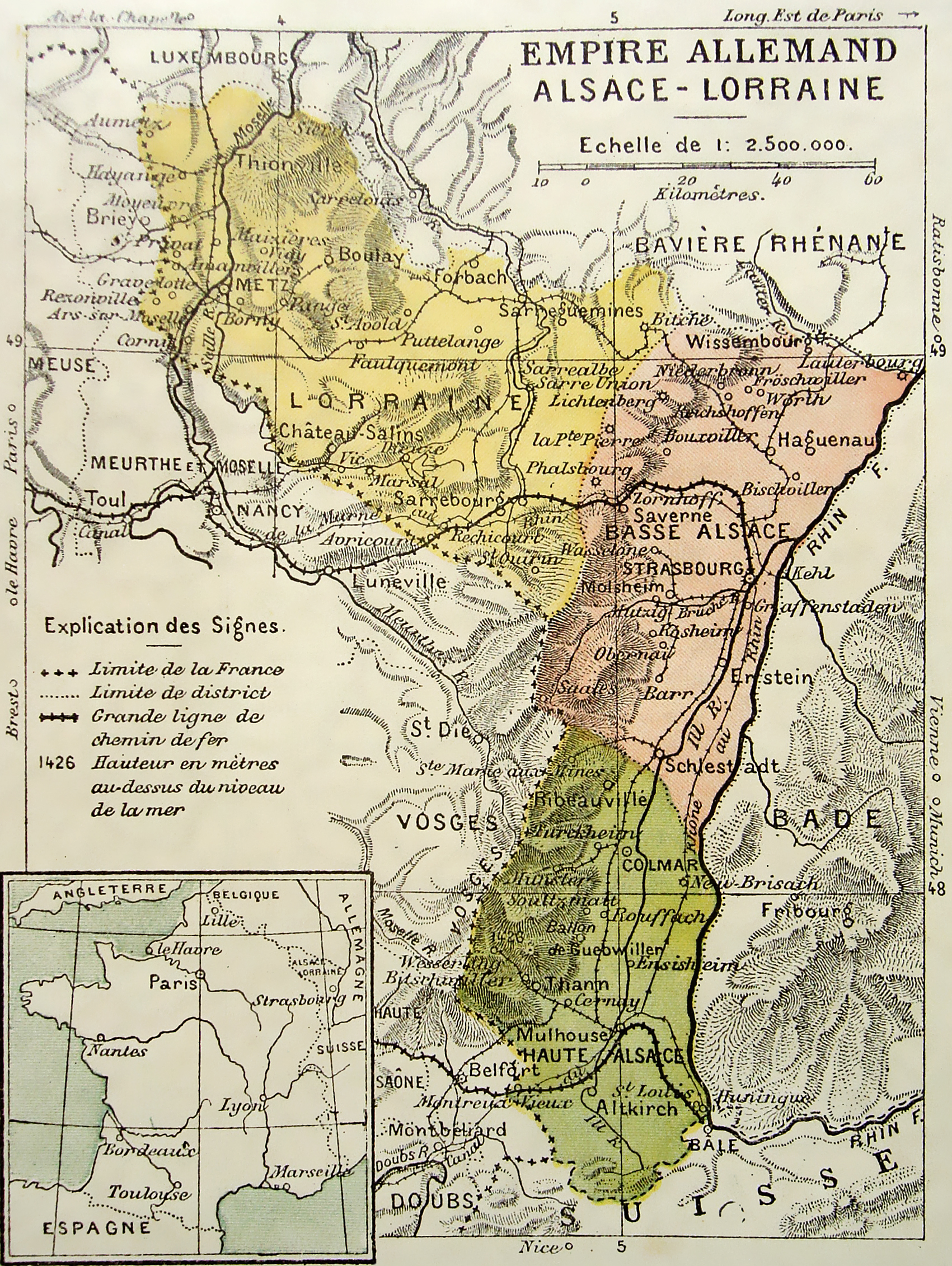
Carte de l'Alsace-Lorraine, extrait du livre scolaire "La deuxième année de géographie" de Pierre Foncin, publié en 1888. Le tracé des frontières n'est pas tout à fait exact (Sarre-Union se trouve en Basse-Alsace, pas en Lorraine).

Le Reichsland Elsaß-Lothringen est divisée en trois districts (Bezirke).
- le district de Haute-Alsace (Bezirk Oberelsass), chef-lieu Colmar, correspond à l'actuel Haut-Rhin. Le territoire de Belfort qui n'a pas été cédé à l'Allemagne par le traité de Francfort n'a obtenu le statut de département français de pleins droits qu'en 1922.
- le district de Basse-Alsace (Bezirk Unterelsass), chef-lieu Strasbourg, correspond à l'actuel Bas-Rhin, avec quelques villages des cantons de Schirmeck et Saales pris à l'ancien département des Vosges.
- le district de Lorraine (Bezirk Lothringen), chef-lieu Metz, correspond à l'actuel département de la Moselle, formé à partir de l'ancien département Moselle (diminué de son quart ouest) et d'une partie (environ son quart nord-est), de l'ancien département de la Meurthe. Les parties n'ayant pas été cédées à l'Allemagne ont été par la suite fusionnées en un seul département : la Meurthe-et-Moselle.

À la tête de chaque district se trouve un président (Bezirkspräsident) équivalent à un préfet français. Le district dispose également d'une assemblée représentative, le Bezirkstag.

### Organisation institutionnelle
Durant les premiers mois, l'Alsace-Lorraine est administrée par un gouverneur général (Friedrich Alexander von Bismarck-Bohlen), secondé par un commissaire civil (Friedrich von Kühlwetter). La loi d'Union de l'Alsace-Lorraine à l'Empire allemand, votée par le Reichstag le 9 juin 1871, dispose que "c'est l'Empereur qui exerce le pouvoir, assisté du chancelier, et sous le contrôle du Conseil Fédéral (Bundesrat)". En août 1871, le gouvernement général est supprimé et remplacé par une nouvelle section à l'Office de la Chancellerie impériale : Bismarck "se nomme lui-même ministre d'Alsace-Lorraine". À la tête de l'administration à Strasbourg est nommé un président supérieur, Eduard von Möller (ou Moeller), qui remplace à la fois le gouverneur général et le commissaire civil : il entre en fonctions le 8 septembre 1871. Möller s'installe dans une villa neuve du quai Kléber (actuel siège du rectorat de Strasbourg). Il organise les élections cantonales de juin 1873, pour recomposer les conseils généraux (Bezirkstage) : l'imposition de la formule de fidélité à l'Empereur (en vigueur sous Napoléon III) entraîne la démission des élus protestataires. En janvier 1874, l'administration soutient les candidats autonomistes aux élections au Reichstag, les deuxièmes élections législatives de l'histoire de l'Empire allemand, et les premières à laquelle participent les électeurs alsaciens-lorrains ; mais ce sont les candidats protestataires qui remportent toutes les circonscriptions.
En 1874, à la demande des Bezirkstage, Bismarck crée la Délégation d'Alsace-Lorraine (Landesausschuß von Elsaß-Lothringen), une assemblée régionale composée de 30 membres : chacun des trois Bezirkstage en envoie 10. Si elle n'a, au départ, qu'un rôle consultatif, cette assemblée de notables se voit doter, en 1877, des pouvoirs législatif et budgétaire, exercés conjointement avec le Bundesrat ; le Reichstag peut cependant être saisi de tout projet de loi relatif à l'Alsace-Lorraine. Les pouvoirs de la Délégation sont confirmés par la loi du 4 juillet 1879.
La loi du 4 juillet 1879 confère le gouvernement du Reichsland à un Statthalter, nommé par l’empereur, dont il est le représentant. C'est la fin de la présidence supérieure et de l'Office impérial d'Alsace-Lorraine à Berlin. Le Statthalter administre l'Alsace-Lorraine en s'appuyant sur un Ministère d'Alsace-Lorraine (Ministerium für Elsass-Lothringen). Dirigé par un secrétaire d’État, ce ministère est divisé en quatre sections, chacune dirigée par un sous-secrétaire d'État : la section I est celle de l'Intérieur, la section II celle de la Justice et des Cultes, la section III celle des Finances et Domaines et la section IV celle de l'Agriculture et des Travaux publics. Un organe chargé de l'enseignement, l'Oberschulrat für Elsaß-Lothringen, sera créé en 1882. Le premier Statthalter, Edwin von Manteuffel, prend ses fonctions le 1er octobre 1879. La résidence des Statthalter est l'Hôtel de Klinglin.
| Oberpräsident des Reichslandes Elsaß-Lothringen |                                             |                   |               |
| Numéro                                          | Nom                                         | Prise de fonction | Fin de mandat |
| 1er                                             | Eduard von Möller                           | 1871              | 1879          |
| Statthalter des Reichslandes Elsaß-Lothringen   |                                             |                   |               |
| Numéros                                         | Noms                                        | Prise de fonction | Fin de mandat |
| 1er                                             | Edwin von Manteuffel                        | 1879              | 1885          |
| 2e                                              | Chlodwig Fürst zu Hohenlohe-Schillingsfürst | 1885              | 1894          |
| 3e                                              | Hermann Fürst zu Hohenlohe-Langenburg       | 1894              | 1907          |
| 4e                                              | Karl Graf von Wedel                         | 1907              | 1914          |
| 5e                                              | Nikolaus Michael Louis Hans von Dallwitz    | 1914              | 1918          |
| 6e                                              | Rudolf Schwander                            | 1918              | 1918          |

Armes du Reichsland Elsaß-Lothringen.

Le blason de l’Alsace-Lorraine est défini par un décret impérial du 29 décembre 1891.
Une nouvelle constitution est votée par le Reichstag le 31 mai 1911. Elle accorde une plus grande autonomie au territoire. Bien que l'Alsace-Lorraine soit institutionnellement encore très dépendante de Berlin, elle est dès lors considérée comme un Land à part entière. Chacun des trois districts d'Alsace-Lorraine possédait en outre un Bezirkstag, une assemblée délibérante, constituée par des élus locaux, mais c'est l'armée impériale allemande qui exerce en réalité l'essentiel du pouvoir en Alsace-Lorraine, comme le montre l'affaire de Saverne. La guerre va renforcer les pouvoirs de l'armée et mener à une germanisation des toponymes de Lorraine romane et des toponymes alsaciens.
Le Landtag d'Alsace-Lorraine (diète régionale) était une assemblée législative créée en 1911 et le seul organe représentatif de l'ensemble du Reichsland. Initialement commission consultative instaurée en 1874, il gagnera en importance au fil des années mais, malgré ses ambitions indépendantistes, restera tout de même soumis à l'approbation de l'Empire dans chacune de ses décisions. En 1912, il affiche son identité alsacienne-lorraine en créant son propre drapeau, allant à l'encontre de l'insigne officiel donné par l'Empire. Après la chute du régime impérial en novembre 1918, cette institution se constituera en conseil national d'Alsace-Lorraine, afin de lutter contre les éphémères dérives révolutionnaires du moment, puis votera à l'unanimité en décembre une résolution en faveur du retour à la France.
L'Alsace-Lorraine envoie 15 députés au Reichstag.depuis les élections législatives du 1er février 1874.

## Population duReichsland

### L'émigration des optants

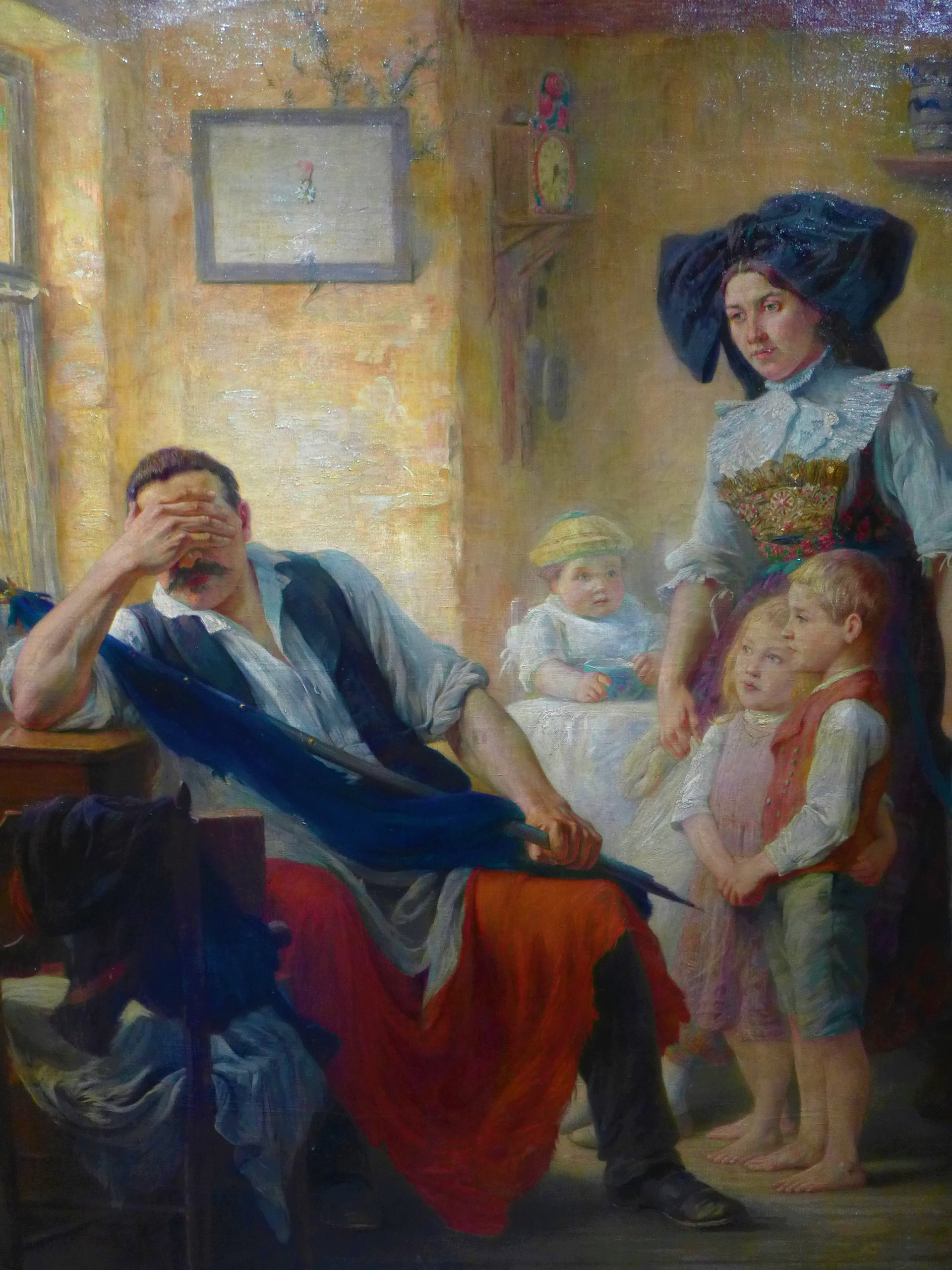
Albert Bettannier (1851-1932): Les annexés en Alsace, 1911, Dépôt du Musée de la Cour d'Or Metz Métropole, musée de la Guerre de 1870 et de l'Annexion à Gravelotte.

Une clause du traité de Francfort permet aux Alsaciens-Lorrains la possibilité de conserver la nationalité française s'ils quittent la région avant le 1er octobre 1872. Ainsi, pour la seule ville de Metz, ils sont 20 000 sur une population de 40 000 à demander d'en bénéficier et à opter pour la France. Beaucoup de ces migrants s'installent autour de Belfort, ou près de Nancy en Lorraine restée française ; d'autres vont dans les départements français d'Algérie ou s'exilent à l'étranger en Argentine ou encore au Québec. L'Alsace-Lorraine perd des entrepreneurs comme l'éditeur Berger-Levrault, des universitaires comme Fustel de Coulanges, Hippolyte Bernheim ou Albin Haller qui quittent l’université de Strasbourg : tandis que le premier va à Paris, les deux autres rejoignent l'université de Nancy. De même, des acteurs de l'École de Nancy comme Jacques Grüber, les frères Daum, Émile Friant ou encore Louis Hestaux (collaborateur d'Émile Gallé) viennent des territoires perdus ; ils introduisent dans cette ville l'Art nouveau. La ville de Nancy voit sa population s'accroître notablement et son université bénéficier grandement de ces arrivées, sources de développement et de dynamisme. Par le traité de Francfort, les militaires ne pouvaient rester dans les territoires perdus.

### L’immigration allemande en Alsace-Lorraine
L'Alsace et la Moselle n'ont pas été, après la période historique des invasions barbares (Völkerwanderung en allemand, traduction : « migration des peuples ») des terres d'immigration et de mélange des peuples, du moins pas plus que d'autres provinces françaises. Certes après des moments troublés comme la guerre de Trente Ans, des nouveaux venus ont pu chercher fortune là où la population avait diminué. En règle générale, après une période de conflits, une fois la paix revenue, la natalité comblait les vides. Dès le XVIIIe siècle, on peut noter qu'est apparue dans les campagnes une forte pression démographique.
Après les guerres napoléoniennes et le retour des soldats démobilisés la pression démographique devint aiguë, aggravée par de mauvaises récoltes ; l'année 1816-17 est l'année de la faim (en allemand le Hungersjahr, conséquence à l'échelle planétaire de l'éruption du volcan indonésien Tambora en 1815) ; des Alsaciens fuient, certains s'en iront vers l'Amérique ou vers la Russie, où les tsars s'efforcent d'attirer des colons germanophones pour aller grossir les rangs des Allemands de la Volga. Ils doivent donner l'exemple aux moujiks, mais surtout Catherine II, elle-même d'origine allemande, leur donne le droit d'exercer leurs libertés religieuses. Une partie quittera la Russie quand les tsars tenteront de les enrôler dans l'armée et de les russifier, tandis que les autres seront quasiment exterminés par Staline.
En 1827 le nouveau Code forestier restreint de façon draconienne les anciens droits d'usage et c'est un nouvel exode de gens affamés qui espèrent trouver du pain ailleurs. Autre saignée en 1846 avec la maladie de la pomme de terre.
Dans le même temps, des immigrants, essentiellement germanophones, sont venus régulièrement en Alsace et on voit comment l'immigration massive d'Allemands en Alsace-Lorraine après 1871 représente un bouleversement complet. Autant les Français répugnaient à s'installer dans ces régions, autant les Allemands y voient un pays de cocagne. À la fois séduits et inquiets devant la culture des Welsches, si différente de la leur. L'impression est moins nette au début quand ils sont à Metz, mais la ville connaît alors, du fait d'une émigration vers la France et d'une immigration allemande massive, un bouleversement complet de son peuplement : rapidement les germanophones y deviennent majoritaires. Si en Lorraine française s'exprime l'Art nouveau de l'École de Nancy, à Metz s'épanouissent le Jugendstil et le Néo-roman.

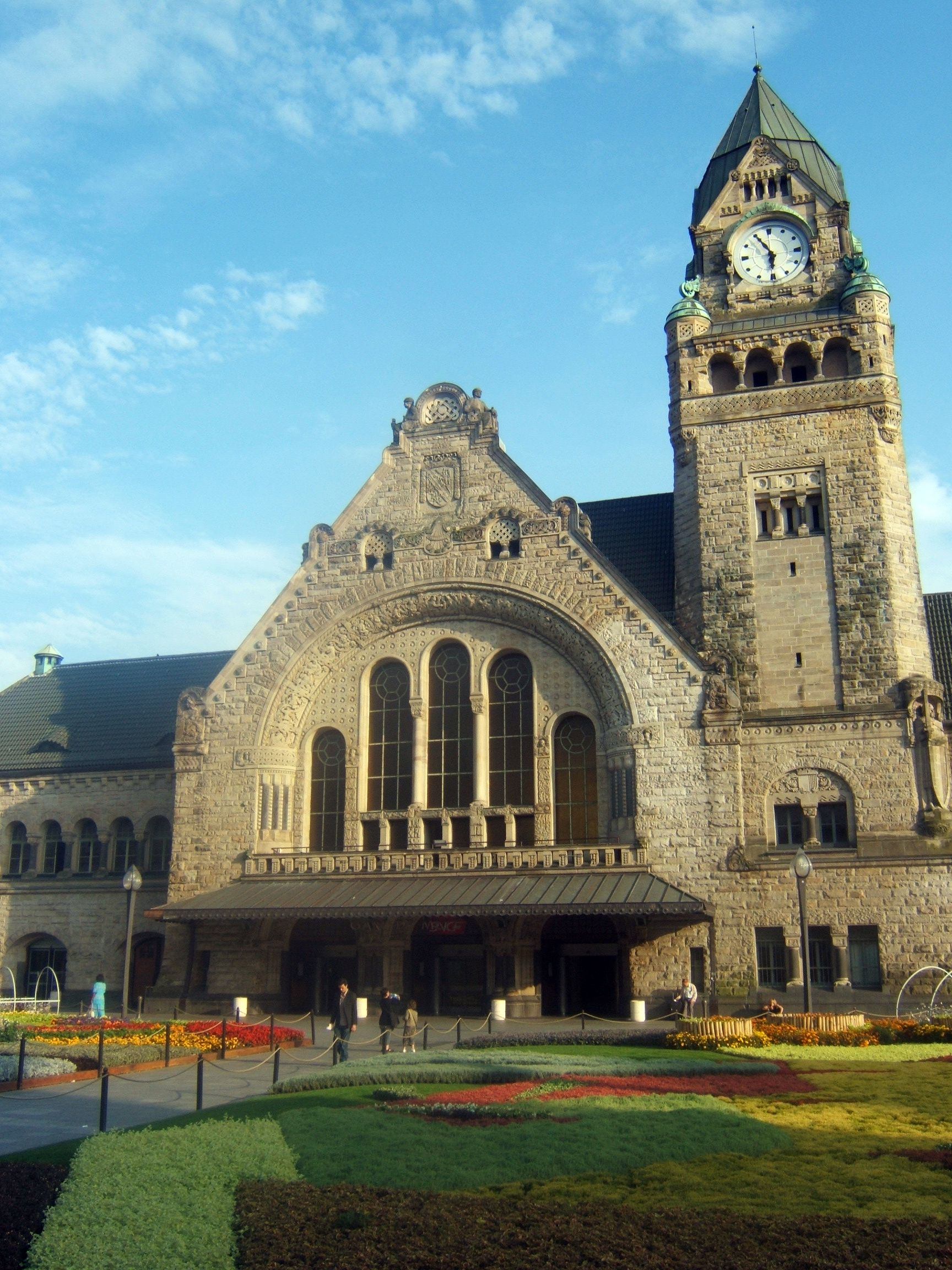
Façade de la nouvelle gare de Metz (1908).

Comme avant 1870, on ne voit pas de colonisation agricole : toutes les terres sont occupées. C'est seulement vers la fin de la Première Guerre mondiale que les germanisateurs de la « marche occidentale » (en allemand Westmark) songeront à morceler les grandes propriétés agricoles pour y installer des paysans d'outre-Rhin. Ouvriers et fonctionnaires déferlent en revanche sur le territoire réuni, à la fois pour l'administrer et pour lui procurer la main-d'œuvre que réclame l'industrialisation qui s'accélère (car elle avait déjà commencé sous le régime français) et qui est caractérisée par sa dissémination à travers les zones rurales. Les populations rurales, qu'un trop maigre lopin ne serait pas arrivé à faire vivre, trouvent ainsi le complément indispensable qui leur permet de ne pas abandonner la terre.
C'est surtout en Lorraine allemande (c'est-à-dire la partie nord de la Lorraine rattachée à l'Allemagne) que l'immigration est massive et aussi qu'elle se voit. En Alsace, le fils d'immigré badois se distinguait à peine de l'autochtone, et même Hansi le reconnaissait dans un album écrit vers la fin de sa vie. Au contraire toute la région francophone située entre le charbon de la Sarre et le fer de Briey voit se multiplier les usines alors que la population est déjà minée par la dénatalité ; il faut faire appel à l'immigration, ce sont des Italiens et des Polonais (choisis parce que, comme la population locale, ils étaient catholiques et pouvaient s'assimiler plus facilement).

### État de la situation en 1900
Comme le montrent les statistiques de 1900 ci-après, la population du Reichsland était majoritairement germanophone et de confession catholique.
Langue maternelle :
- allemand : 1 492 347 habitants (86,8 %) (Il s'agit très majoritairement des dialectes alémaniques et franciques locaux ; progressivement, notamment à Strasbourg, une immigration « vieille allemande » principalement constituée de fonctionnaires, allait installer une population s'exprimant naturellement en allemand standard).
- allemand et autres langues : 7 485 (0,4 %) ;
- français : 198 318 (11,5 %) ; (la déclaration de langue maternelle française avait double valeur : manifestation d'un sentiment pro-français et démonstration de son appartenance à la bourgeoisie locale ; de fait, la quasi-totalité des locuteurs du français s'exprimaient très aisément en alsacien ou en francique lorrain, continuums que seuls les « immigrés allemands » et les résidents des communes francophones et welches du piémont des Vosges ignoraient quasi universellement).
- italien : 18 750 (1,1 %) ;
- polonais : 1 410 (0,1 %).

Confession :
- catholiques : 1 310 450 (76,21 %) ;
- protestants : 372 078 (21,64 %) ;
- autres chrétiens : 4 416 (0,26 %) ;
- juifs : 32 264 (1,88 %) ;
- sans confession : 262 (0,02 %).

#### Répartition des minorités linguistiques

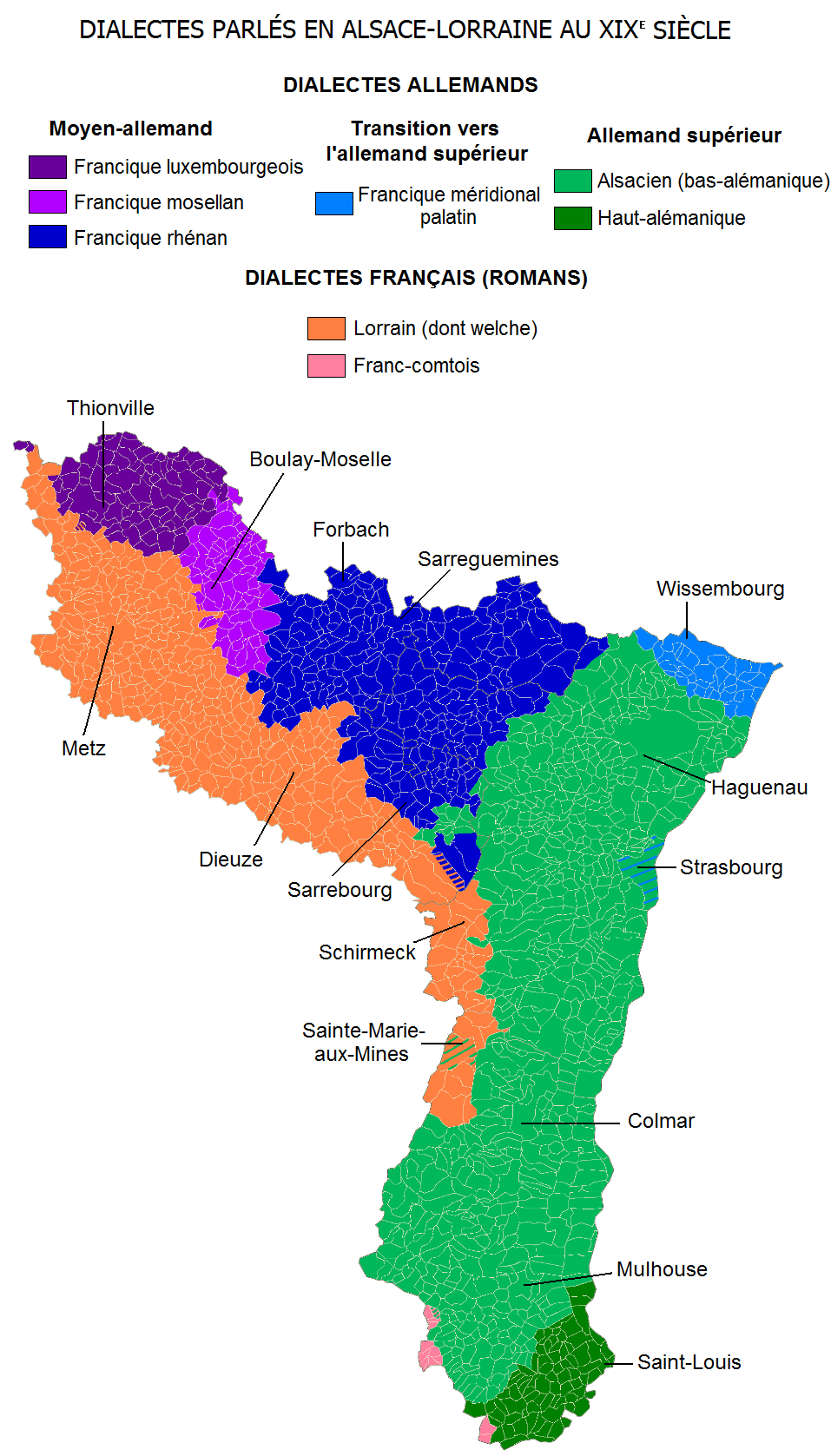
Répartition géographique des dialectes parlés en Alsace-Lorraine au XIXe siècle. Depuis, le welche a presque complètement disparu, le francique est en déclin, voire en danger, et la pratique de l'alsacien a beaucoup diminué.

D'après les recherches de Michael Rademacher sur les minorités linguistiques en Allemagne en 1900, il est remarqué que la répartition des minorités francophones suit majoritairement la frontière dialectale entre milieux romans et germaniques. L'exception étant la forte germanisation de la ville de Metz, très marquée par le départ des optants et l'immigration allemande et dont le taux de francophones est inférieur de moitié à celui de sa campagne.
Les arrondissements du Reichsland d'Alsace-Lorraine qui ne sont pas mentionnés, ne comptaient pas de minorités linguistiques supérieures à 5 % de la population ; le taux de population germanophone et dialectophone comprise (alémanique, francique méridional, francique rhénan, francique mosellan et luxembourgeois) était par conséquent majoritaire (entre 80 et 99 %).
| Arrondissement (1900)          | Minorités linguistiques en 1900            |
| ------------------------------ | ------------------------------------------ |
| Boulay-Moselle (Bolchen)       | 12,8 % de francophones                     |
| Château-Salins                 | 69,7 % de francophones                     |
| Metz-Campagne (Metz-Landkreis) | 57,1 % de francophones                     |
| Metz-Ville (Metz-Stadtkreis)   | 22,0 % de francophones                     |
| Molsheim                       | 23,4% de francophones                      |
| Ribeauvillé (Rappoltsweiler)   | 29,6 % de francophones                     |
| Sarrebourg (Saarburg)          | 22,8 % de francophones                     |
| Sélestat (Schlettstadt)        | 5,5 % de francophones                      |
| Thionville (Diedenhofen)       | 20,8 % de francophones 9,5 % d'italophones |

## Vie politique et culturelle

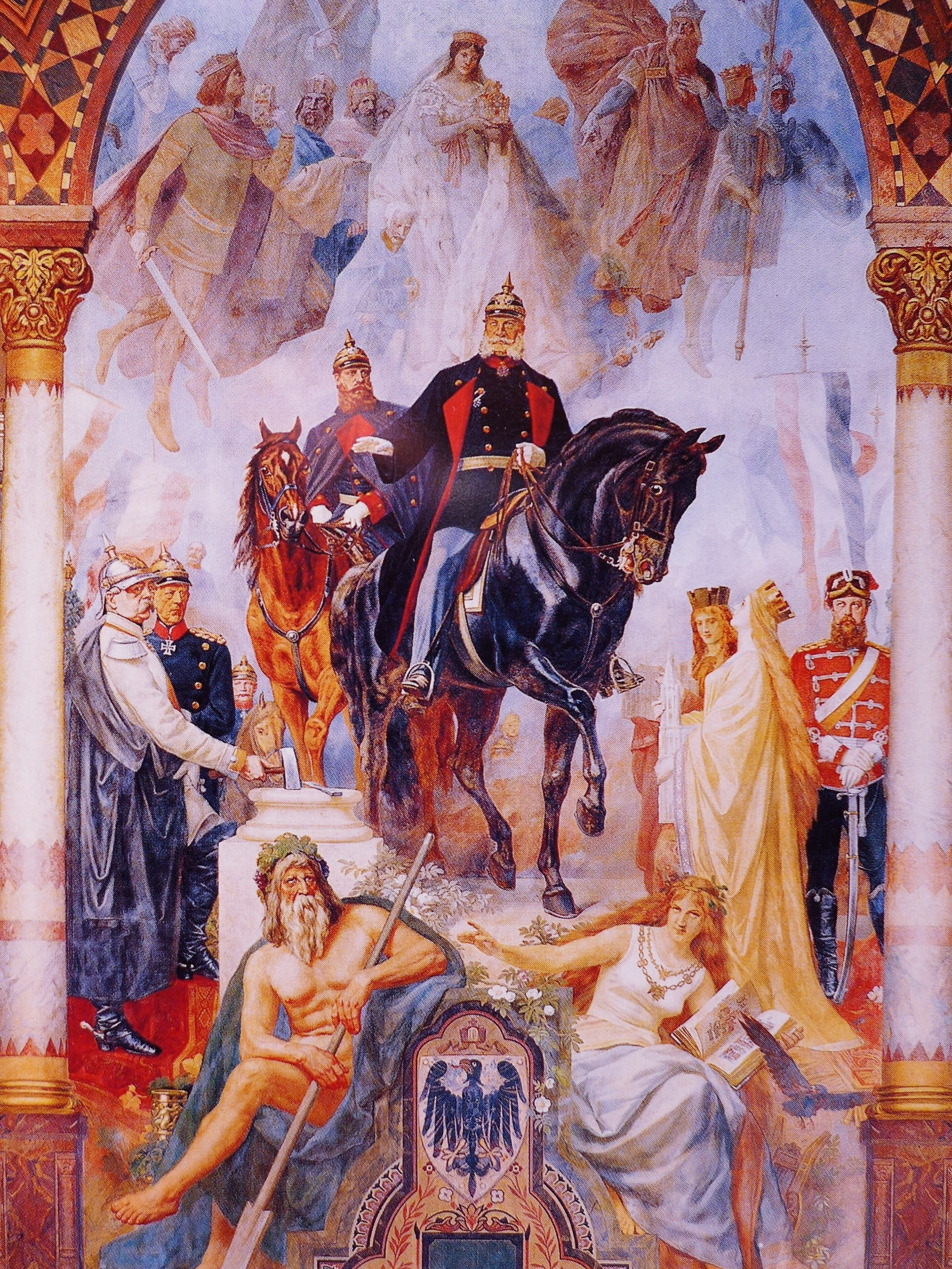
La réunion à l'Allemagne des deux provinces, du point de vue allemand : Goslar, salle impériale de Kaiserpfalz, Refondation de l'Empire allemand en 1871, peint en 1882, à droite Alsatia et Lotharingia rendant hommage à l’empereur Guillaume Ier.

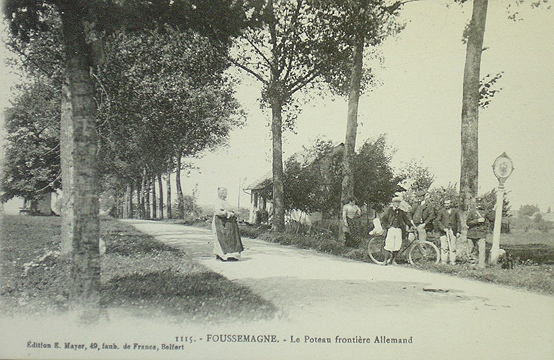
Frontière franco-allemande à Foussemagne.

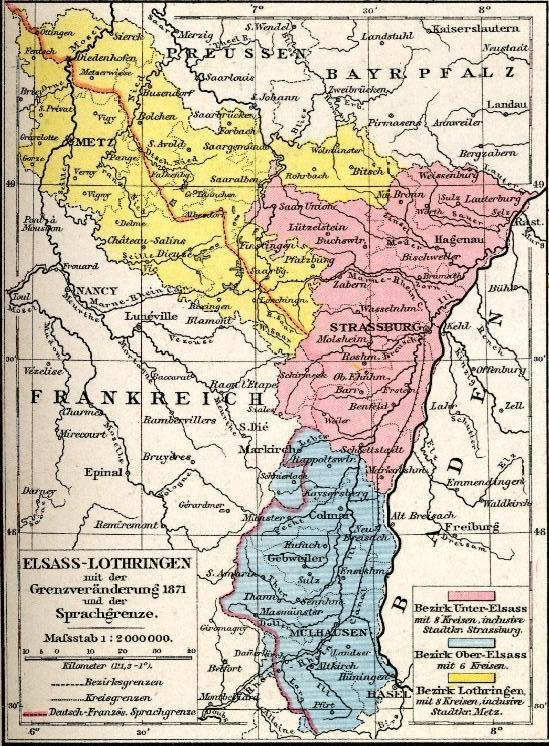
Les districts d'Alsace-Lorraine, incluant la frontière linguistique.

L'opposition au régime prussien était largement répandue et matérialisée pendant des décennies par l’élection des députés protestataires au Reichstag, mais elle reposait sur des motifs très différents et parfois contradictoires. La haute bourgeoisie d'affaires, majoritairement protestante et libérale, voyait d'un mauvais œil cet Empire autoritaire où l'influence des junkers (aristocrates terriens d'origine prussienne) était encore considérable ; le clergé catholique, qui tenait en main sa paysannerie, redoutait le mauvais exemple, le periculum perversionis, que l'existence d'un souverain protestant pouvait donner à ses fidèles (au début de la guerre de 1870, des curés badois faisaient prier pour le succès des armées françaises). Au total, le régime prussien pouvait compter surtout sur la paysannerie des villages protestants homogènes, comme dans le Kochersberg, l'Alsace Bossue et l'outre-Forêt, autour de Wissembourg.
Un flot d'immigrants allemands, souvent patriotes envers leur pays d'origine, vint s'établir dans ce qu'ils pensaient être un pays frère enfin libéré. Les nouveaux venus trouvaient très facilement à se marier, d'autant plus qu'il s'agissait souvent de fonctionnaires occupant des postes relativement élevés et donc de partis intéressants.
Pour autant, cette immigration n'eut pas l'effet assimilateur escompté par l'occupant : malgré leur patriotisme, ces Allemands n'en privilégiaient pas moins chez les candidates au mariage celles qui possédaient une bonne culture française. Il en résulta que dans nombre de ménages mixtes les enfants parlaient allemand avec leur père et français avec leur mère, si bien qu'il leur était difficile de haïr la culture française et ils n'auraient pas chanté le chant Des Deutschen Vaterland du poète nationaliste Ernst Moritz Arndt qui comprend ces vers :
« 
Das ist des Deutschen Vaterland,

Wo Zorn vertilgt den welschen Tand,

Wo jeder Franzmann heißet Feind,

Wo jeder Deutsche heißet Freund.
 »
traduction libre :
« 
La patrie de l'Allemand, c'est là

Où l'on se débarrasse de la futilité romane, 

Où l'on donne le nom d'ennemi à tout Français, 

Où l'on donne le nom d'ami à tout Allemand.
 »
Malgré les efforts d’assimilation et l’entregent du conseiller culturel Friedrich Althoff, le sentiment français resta encore très fort, au moins pendant les quinze premières années après 1871. Lors des élections au Reichstag, les 15 députés de 1874, 1881, 1884 (sauf un) et 1887 furent dits députés protestataires car exprimant au Parlement de l'Empire leur opposition à l'annexion par la motion de 1874 « Plaise au Reichstag décider que les populations d'Alsace-Lorraine qui, sans avoir été consultées, ont été annexées à l'Empire germanique par le traité de Francfort, soient appelées à se prononcer spécialement sur cette annexion ».
Ce sentiment d'échec allemand fut aussi traduit par Ludwig Adolf Wiese, haut fonctionnaire sous l’empire allemand dans ses mémoires Souvenirs de la vie et de l'expérience officielle en 1886 :

« L'impression générale, cependant, était bien plus déprimante que ce que nous aurions pu espérer. L'éloignement de la Lorraine et de l'Alsace de l'Allemagne était profondément enraciné et leur attachement à la France était plus intime et profond que je ne l'avais prévu ; ils n'avaient aucun sentiment national envers nous. […], c’est un honneur pour les Alsaciens-Lorrains d'appartenir à la grande nation française. […] il était énigmatique et attristant pour moi, de réaliser que le sentiment d’appartenance à la France était enraciné même chez les esprits les plus nobles et les plus éduqués… »

|                                 | 1874    | 1877    | 1878    | 1881    | 1884    | 1887    | 1890                            | 1893                             | 1898                              | 1903                                          | 1907                     | 1912                 |
| ------------------------------- | ------- | ------- | ------- | ------- | ------- | ------- | ------------------------------- | -------------------------------- | --------------------------------- | --------------------------------------------- | ------------------------ | -------------------- |
| Milliers d'habitants            | 1550    | 1532    |         | 1567    |         | 1564    |                                 | 1604                             | 1641                              | 1719                                          | 1815                     | 1874                 |
| Électeurs (%)                   | 20,6    | 21,6    | 21,0    | 19,9    | 19,5    | 20,1    | 20,3                            | 20,3                             | 21,0                              | 21,7                                          | 21,9                     | 22,3                 |
| Votants (%)                     | 76,5    | 64,2    | 64,1    | 54,2    | 54,7    | 83,3    | 60,4                            | 76,4                             | 67,8                              | 77,3                                          | 87,3                     | 84,9                 |
| Parti conservateur prussien (K) |         | 0,0     | 0,2     | 2,8     | 0,0     |         | 12,5                            | 14,7                             | 10,0                              | 4,8                                           |                          |                      |
| Parti conservateur libre (R)    |         | 0,2     | 12,0    | 0,8     | 1,5     | 6,6     | 7,6                             | 6,1                              | 4,1                               | 3,5                                           | 2,7                      | 2,1                  |
| Parti national-libéral (N)      | 2,1     | 0,0     |         | 1,9     |         | 0,7     | 11,5                            | 8,5                              | 3,6                               | 10,3                                          |                          |                      |
| Parti libéral                   |         |         |         | 0,2     |         |         |                                 |                                  |                                   |                                               |                          |                      |
| Union libérale (FVg)            |         |         |         |         | 0,0     |         |                                 |                                  | 0,1                               | 6,2                                           | 6,4                      |                      |
| Parti progressiste allemand     |         | 1,4     |         |         | 0,0     |         |                                 | 1,8                              |                                   | 0,5                                           |                          | 14,0                 |
| Parti centriste allemand (Z)    |         |         |         |         |         |         |                                 | 0,0                              | 0,6                               | 7,1                                           | 31,1                     | 5,4                  |
| SPD Elsaß-Lothringen (S)        | 0,3     |         | 0,1     | 0,4     | 1,8     | 0,3     | 10,7                            | 19,3                             | 22,7                              | 24,2                                          | 23,7                     | 31,8                 |
| Partis régionalistes (EL)       | 96,9    | 97,8    | 87,5    | 93,3    | 95,9    | 92,2    | 56,6                            | 47,7                             | 46,9                              | 36,1                                          | 30,2                     | 46,5                 |
| Autres                          | 0,7     | 0,6     | 0,2     | 0,6     | 0,8     | 0,2     | 1,1                             | 1,9                              | 12,0                              | 7,0                                           | 5,9                      | 0,2                  |
|                                 | 1874    | 1877    | 1878    | 1881    | 1884    | 1887    | 1890                            | 1893                             | 1898                              | 1903                                          | 1907                     | 1912                 |
| Répartition des sièges          | EL : 15 | EL : 15 | EL : 15 | EL : 15 | EL : 15 | EL : 15 | K : 1 EL : 10 R : 1 N : 2 S : 1 | K : 3 EL : 8 R : 1 S : 2 FVg : 1 | K : 1 EL : 10 R : 2 S : 1 FVg : 1 | K : 1 EL : 9 R : 1 N : 1 FVg : 1 VP : 1 U : 1 | R : 1 EL : 7 Z : 5 S : 2 | FVg : 1 EL : 9 S : 5 |

Nota : les sièges VP et U du scrutin de 1903 correspondent respectivement à Volkspartei (parti populaire) et Unabhängig (indépendant).

## L'esprit de revanche français
Deux provinces écartelées ;

Albert Bettannier, La tache noire, 1887. En plus de l'instruction morale et civique (qui remplace les cours d'éducation morale et religieuse), la loi du 28 mars 1882 met en place pour les garçons des exercices militaires (et pour les filles, les travaux à l'aiguille). Sur le tableau, on remarque la carte affichant une tache noire à l'emplacement de l'Alsace-Moselle, l'uniforme de l'élève, celui du bataillon scolaire de son école, la croix du Mérite scolaire de l'élève-modèle, le tambour à côté du bureau du maître, ainsi que les fusils d'instruction au râtelier.

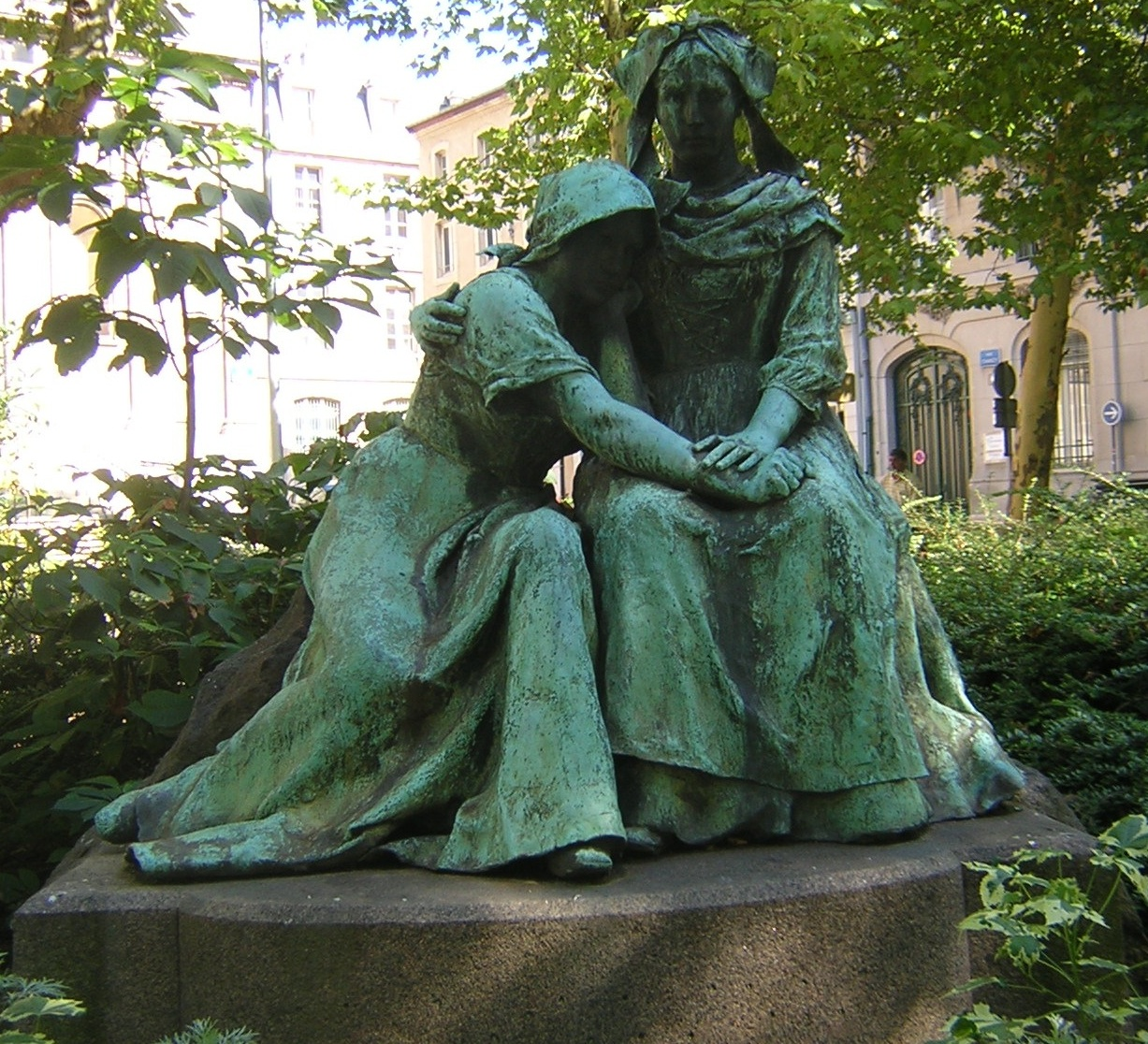
La perte des deux provinces vu par la France : Le Souvenir, statue à Nancy.

Strasbourg en croix, Metz au cachot ;
Sedan, déserteurs des mêlées,

Marquant la France d'un fer chaud ;
Victor Hugo, Avant la conclusion du traité
Vous n'aurez pas l'Alsace et la Lorraine
Et, malgré vous, nous resterons français
Vous avez pu germaniser la plaine

Mais notre cœur, vous ne l'aurez jamais.
Alsace et Lorraine, chanson populaire chantée par Amiati (1871).
Va, passe ton chemin !
Ma mamelle est française !
Remporte ton enfant !
N'entre pas sous mon toit !
Mes garçons chanteront
Plus tard la Marseillaise !

Je ne vends pas mon lait au fils de l'Allemand.
Le Fils de l'Allemand, chanson populaire chantée par Amiati (1882)

## La situation à la veille de la Guerre et son évolution

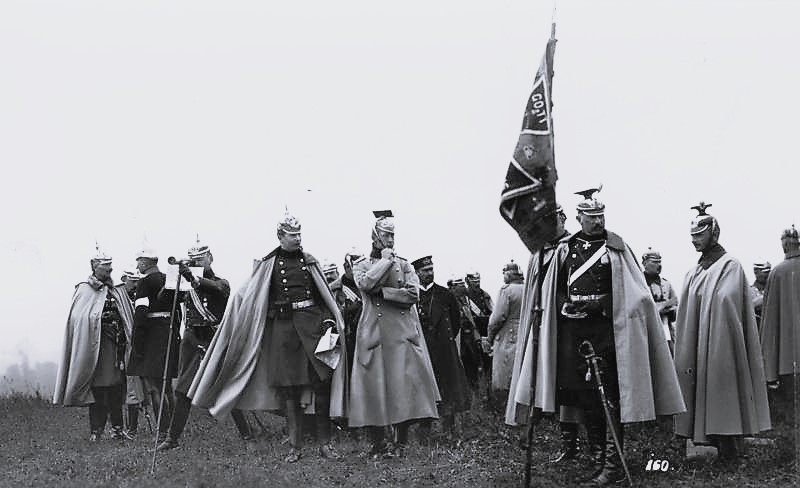
L'empereur Guillaume II en manœuvres en Lorraine, 1908.

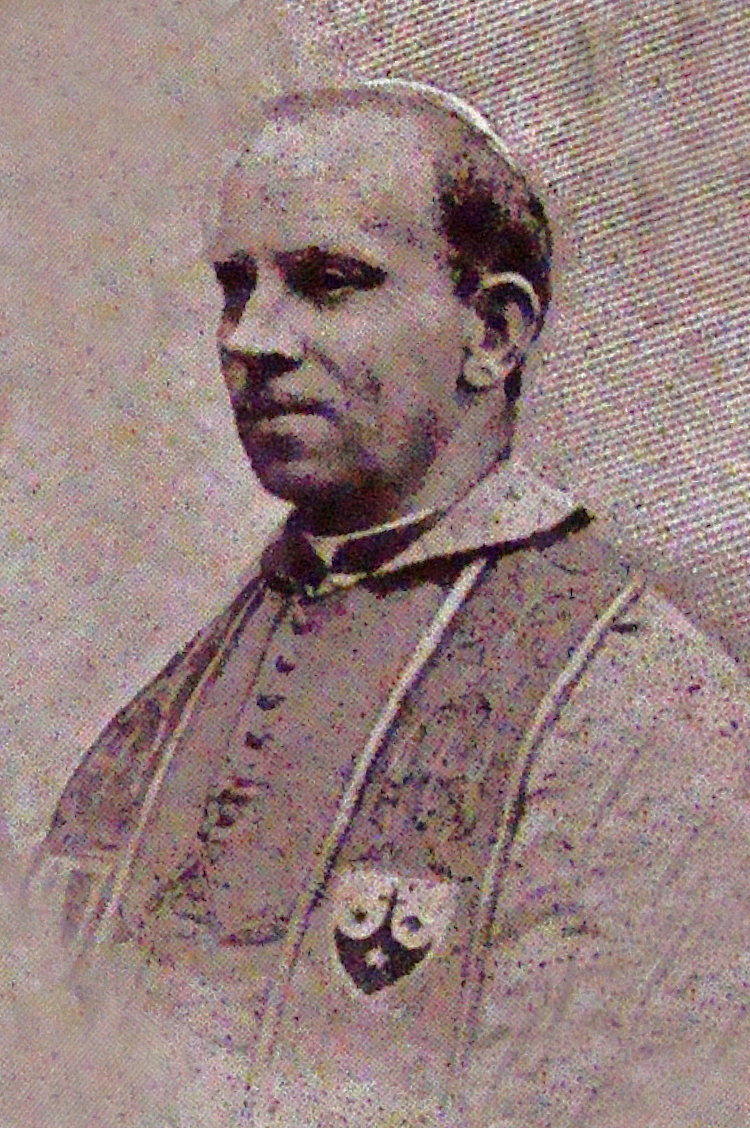
Mgr Benzler, évêque de Metz de 1901 à 1919, voulait « christianiser la Lorraine, non la germaniser ».

Quand éclate la guerre de 1914, l'image de l'Allemand dans l'opinion française est bien loin de ce qu'elle deviendra au bout de quelques mois. Dans les lycées de garçons, plus de la moitié des élèves étudient la langue allemande contre à peine plus de 40 % pour l'anglais. Après le désastre de 1870 qu’on attribue à l'incompétence des généraux, mais aussi à l'ignorance linguistique des Français, c’est désormais la langue à connaître pour eux. Parlant des écrivains qui possédaient bien l'allemand entre 1871 et 1914, le linguiste Paul Lévy écrit : « Si autrefois il fallait péniblement rechercher quelques personnages parlant l'allemand, désormais toute énumération devient impossible parce que trop longue et forcément incomplète ». Et après avoir cité de nombreux écrivains il ajoute : « Mais pour connaître l'ampleur véritable des connaissances allemandes des savants français, il faudrait fouiller les bibliographies de toutes les publications de l'époque, quelle qu'en soit la branche. Enfin, il faudrait aussi nommer tous ceux qui ont traduit en français des œuvres allemandes ».
Avec ses cours souveraines et ses princes, l'Empire allemand et son voisin l'Empire austro-hongrois sont des réservoirs de bons partis pour la noblesse de France ou d'Angleterre et vice-versa.
En Alsace la situation de la langue française est paradoxale : officiellement elle est combattue et on la pourchasse dans les inscriptions publiques mais, victimes de l'illusion romantique, les dirigeants s'imaginent qu'il suffit que le peuple reste fidèle au parler germanique. Le français devient alors la langue chic, celle que parlent entre eux tous ceux qui ont les moyens de la faire apprendre à leurs enfants, et même parmi eux des Allemands.
Quant à la Lorraine Allemande, en 1908 un député au Landesausschuss parle de familles allemandes d'Audun-le-Tiche qui envoient leurs enfants à l'école au Luxembourg voisin pour qu'ils puissent y apprendre le français.
Une loi de mars 1872 décrète que la langue commerciale officielle est l'allemand. Cependant dans les secteurs où la population est principalement francophone les annonces et décrets publics doivent fournir une traduction française. Dans une autre loi de 1873, l'utilisation du français comme langue commerciale a été autorisée pour les administrations de Lorraine et les administrations des arrondissements partiellement ou totalement de langue française. Une loi sur l'enseignement de 1873, demande que dans les secteurs germanophones l'enseignement soit fait exclusivement en allemand tandis que dans les secteurs francophones, l'enseignement soit fait en français.
Dans nombre de familles on parle allemand avec son père et français avec sa mère : Robert Ernst, qui fut le dernier maire allemand de Strasbourg et qui était nazi, avait reçu une éducation de ce genre.
Cet attrait du français chez les Allemands, cette estime de l’allemand en France vont être balayés par la guerre de 1914-18. Ce sont quatre années d'un conflit qui ont créé une véritable haine ethnique : à défaut de voir les troupes avancer, on essayait de compenser sa frustration par une surenchère d'agressivité verbale.
En France, la langue allemande se vit la cible d'attaques. « Dans la Revue de l'enseignement des langues vivantes des années 1915 à 1918, écrit Paul Lévy il y a eu des controverses passionnées pour et contre l'enseignement de l'allemand ». Dans son numéro du 1er mai 1915, en pleine guerre, l'Illustration voit dans l'allemand « l'idiome de la force brutale, excellemment approprié aux besognes viles et dégradantes, aux ordres de meurtres, d'incendie et de pillage… ». On lit encore : « Sous la bière qui l'empâtait, le sang qu'elle aime et dont elle a la soif est revenu la teinter ». La conclusion était sans équivoque : « Cette langue n'est plus tolérable pour nous. La voir écrite nous outrage et nous exaspère. L'entendre et la parler sont un cruel supplice. Aussi le serment a-t-il été déjà prononcé par quelques-uns de bannir après la guerre la langue allemande non seulement du programme de nos études, mais de partout. Qu'elle soit chassée de France, de nos cerveaux et de nos bouches comme le pire des fléaux ! ».

### Pendant la Grande Guerre

Affiche française de 1916 célébrant les engagés volontaires d'Alsace-Lorraine. Bibliothèque municipale de Nancy.

Si 3 000 Alsaciens-Lorrains incorporables fuient le territoire allemand avant la mobilisation pour s’engager dans l’armée française, des milliers d’autres se portent volontaires dans l’armée allemande. L’écrasante majorité des Alsaciens-Lorrains répond à l’ordre de mobilisation du Kaiser. Dès le début de la Première Guerre mondiale, Français et Allemands multiplièrent maladresses et vexations à l'égard des Alsaciens-Lorrains. Le 11 août 1918, Charles Spindler (v. Bibliographie) raconte dans son journal un incident. Invité à un repas, il entend un des convives adresser de violents reproches à la France : Alsacien francophile, il avait été arrêté comme fonctionnaire allemand lors d'une incursion française et relâché au bout de trois ans de mauvais traitements en entendant seulement bredouiller des excuses. Les autres convives l'écoutent mais n'en trinquent pas moins à la victoire de la France : après quatre années de tyrannie militaire et d'avanies de toutes sortes, ils ne veulent plus rien savoir de l'Allemagne. Le 22 août 1918, dans son journal, il parle encore d'Alsaciens qui ont subi en France de mauvais traitements et qui s'en plaignent, mais il ajoute : « Ces incidents sont regrettables, certes, mais chez nous l'opinion publique est tellement acquise aux Français qu'elle ne s'en émeut pas ». Des Alsaciens vivant en France se virent arrêtés et traînés dans des camps sous les crachats de la population ; dans les villages où les Français pénétraient on arrêtait d'ailleurs à tort et à travers, raflant parfois de vieux combattants médaillés de 1870. Dès 1914, Albert Schweitzer et son épouse furent mis en résidence surveillée à Lambaréné (Gabon, alors en Afrique-Équatoriale française) ; épuisés et malades en 1917, ils furent ramenés et internés en France jusqu'en juillet 1918. L'incident de Saverne avait persuadé le Haut-Commandement de l'Armée impériale allemande que la population tout entière était violemment hostile à l'Allemagne et qu'il fallait la terroriser pour la faire tenir tranquille pendant le temps des hostilités.

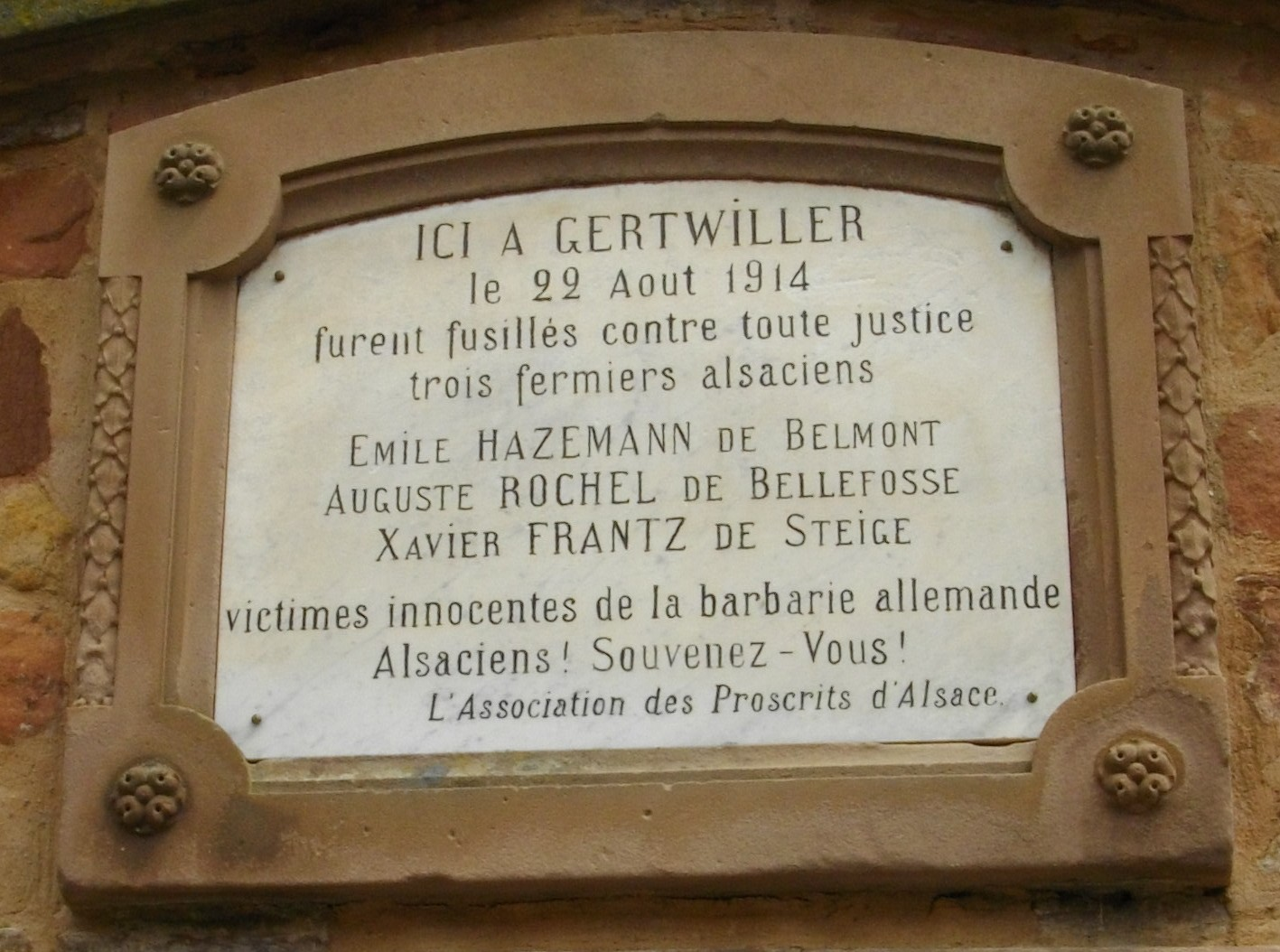
Plaque rappelant à Gertwiller l'exécution sommaire de trois paysans de Belmont.

Des brutalités, largement amplifiées par la presse française de l'époque, furent à déplorer. Charles Spindler rapporte que, dès le 22 août, eut lieu « l'exécution de trois pauvres paysans de Belmont, qu'on avait arrêtés et condamnés comme espions et qui, avant d'être fusillés, avaient dû, de leurs propres mains, creuser leurs fosses. Tout le village de Gertwiller fut révolté de cet acte de sauvagerie. » Spindler ajoute qu'un jeune Alsacien, habitant Berlin, avait été mobilisé dans un régiment prussien ; avant de franchir la frontière alsacienne il entendit le colonel adresser à la troupe l'avertissement suivant : « Vous arrivez maintenant dans un pays de s.., et je vous prie d'agir en conséquence ! ». De son côté Pierre Schlund, mobilisé au 170e régiment d'infanterie à Offenbourg (Bade) et en route pour le front, est accueilli à son retour en Alsace à Chalampé, le 6 août 1914, par Deimling en personne, commandant du 15e corps d'armée, lequel, parlant d'un territoire pourtant allemand depuis quarante-trois ans, salue les troupes en ces termes : « Chargez vos fusils ! Nous entrons en pays ennemi ». À Bergheim, au témoignage de Wittich on conduisit à pied un simple d'esprit originaire d'une vallée francophone et qui n'avait pu s'expliquer en allemand ; on le contraignit à creuser sa tombe puis on le fusilla devant une population révoltée et impuissante.
Du fait de la proximité du front, on fut amené à loger l'armée chez l'habitant. Tous ceux qui étaient suspects de francophilie furent les mieux servis sous ce rapport. L'interdiction de parler français en public accrut encore l'exaspération des autochtones, depuis longtemps habitués à mêler de français la conversation ; or un seul mot, fût-il aussi innocent que « Bonjour », valait une amende.
Les Allemands immigrés dénonçaient à la police tout ce qu'ils entendaient dans la langue interdite. On peut voir dans L'Alsace pendant la guerre comment l'exaspération de la population s'accroît peu à peu, mais dès le 29 septembre 1914, Spindler entend une phrase caractéristique : « … Le tapissier H., qui remet en état les matelas de la maison Ott me disait ce matin : “Si seulement c'était la volonté de Dieu que nous redevenions français et que ces damnés Schwowebittel soient f… hors du pays ! Et puis, vous savez, il y a des chances que cela arrive.” C'est la première fois depuis la guerre que j'entends un homme du peuple exprimer franchement ce vœu ».
Pour soulager leur colère les Allemands de souche en arrivaient parfois à prononcer contre les Alsaciens de telles menaces qu'ils en faisaient des ennemis irréductibles de l'Allemagne. Un chef de gare aurait déclaré à Charles Spindler : « Et puis, vous savez, après la guerre, il faudra qu'on emploie ici une autre méthode. On a eu beaucoup trop d'égards pour ces gens. Je suis né Hessois et j'ai fait la guerre en 66 contre les Prussiens. Ils nous ont battus et annexés. Ce qui n'empêche pas que quatre ans plus tard nous avons marché avec les Prussiens contre la France, et pas un de nous ne s'est rappelé avoir jamais été Hessois. Il faut qu'on en fasse autant ici. On posera aux gens cette simple question : vous voulez être Français ? Bien, alors allez en France. Vous voulez être Allemand ? Alors qu'on les envoie à l'autre bout de l'Allemagne, à Koenigsberg ou Posen, afin que l'assimilation soit complète, mais continuer comme jusqu'à présent, c'est perdre son temps. Plus de pays d'Empire, une province prussienne tout simplement, et ceux qui ne voudront pas, seront expulsés ». C'était dire aux autochtones : « Quoi qu'il arrive vous serez chassés d'ici, soit vers l'Ouest soit vers l'Est » ; c'était leur faire comprendre que leur seul salut était dans une victoire de la France.
Le 10 avril 1917 les Alsaciens peuvent lire une menace tout aussi violente dans la Strasburger Post, organe officieux de l'administration allemande en Alsace. Sous le titre « Wer zaudert noch ? » (« Qui hésite encore ? »), elle écrit :

« Ceux qui, partant du point de vue que l'Alsace, quel que soit le résultat de la guerre, sera du côté du vainqueur, et qui paient pour les valeurs alsaciennes des prix beaucoup plus élevés que pour les valeurs similaires allemandes, ne réfléchissent pas que la belle Alsace, avant d'être livrée à l'ennemi, serait mise dans le même état que les territoires de la Somme après la retraite, et que, par conséquent, il n'y a aucune raison pour coter les valeurs alsaciennes à des prix exagérés. »

Et Spindler de conclure dans son journal : « Voilà, imprimé en toutes lettres et dans un journal archi-officieux, ce que le peuple raconte depuis longtemps. »
Dix-huit mille Alsaciens-Lorrains s'engagèrent dans l'armée française, 380 000 furent incorporés dans l'armée allemande. Considéré comme suspect, le soldat alsacien ou lorrain était envoyé sur le front russe, où l'attendaient les missions les plus dangereuses. Les permissions lui étaient accordées plus difficilement qu’aux autres soldats Même s’il obtenait sa permission, le soldat alsacien-lorrain devait attendre trois semaines pour que la gendarmerie locale fît une enquête sur sa famille. En juin 1918 le député Boehle protesta contre la façon dont on s'y prenait : « À Strasbourg, ce fut longtemps un sergent de ville quelconque qui fut désigné pour faire cette enquête. Ce dernier tenait compte de tous les démêlés que l'intéressé avait pu avoir dans le passé avec la police, et tout fut interprété dans un sens politique. » S’il habitait trop près de la frontière suisse, on craignait qu'il tentât de déserter et il devait rester au Pays de Bade, où l'on donnait à sa famille le droit de venir le voir (Mülhäuser Volkszeitung du 8 juin 1918).
Dès 1917 l'Allemand Wittich se désespérait devant les résultats de cette politique : « Je suis outré de la manière dont on traite les Alsaciens. Notre gouvernement ne se rend pas compte de la haine qu'il provoque dans le peuple par des mesures aussi iniques qu'idiotes ». Et le résultat d'une telle conduite apparaît bien dans l'aveu du germanophile Philippe Husser quand il se rend compte que tout espoir est perdu et que l'Allemagne devra bientôt signer la paix :

« J'éprouve le besoin de noter ici ce que je pense de la manière dont on traite l'Alsace-Lorraine. On sait bien que les régions frontalières sont toujours les plus exposées… Ceux de l'intérieur n'en ont aucune idée, mais ce qui est impardonnable, c'est d'avoir traité l'Alsace en pays ennemi. À qui la faute si la sympathie pour l'Allemagne, qui était indéniable en Alsace-Lorraine au départ, s'est muée en son contraire pendant la guerre, sinon au manque d'égards des autorités militaires ? Quand les habitants de la zone évacuée du sud-ouest de l'Alsace vont rentrer chez eux, ils maudiront les soldats allemands à qui mieux mieux. Il paraît que les dégâts sont épouvantables. »

Le prince Alexandre de Hohenlohe-Schillingsfürst, fils du Statthalter Clovis de Hohenlohe-Schillingsfürst et ancien Bezirkspräsident de Colmar, lui fait écho à un niveau plus élevé. Voyant comment avait été saccagé son travail patient pour rapprocher l'Alsace et l'Allemagne, il écrivait, désespéré :

« Les militaires allemands et en particulier les militaires prussiens n'avaient-ils pas tout fait dans les quatre années de guerre pour provoquer un état d'esprit de ce genre dans la population de ce malheureux pays ? Si l'on avait voulu systématiquement extirper le dernier reste de sympathie et de sentiment de parenté qui pouvait subsister à l'égard du peuple allemand, si l'on s'était donné pour tâche de susciter la haine contre la domination allemande dans certains milieux, comme la population rurale, qui avant la guerre s'adaptaient peu à peu à la situation aussi bien en Alsace qu'en Lorraine, on n'aurait pu procéder autrement que les chefs militaires allemands qui pendant la guerre ont été chargés de l'administration du pays. »

La plupart des soldats Alsaciens-Lorrains servirent pourtant l'Allemagne jusqu'à la fin de la guerre, parfois jusqu'à l'ultime sacrifice, mais il leur aurait été souvent difficile de faire autrement ; Jean-Noël Grandhomme, professeur d’histoire contemporaine à l’université de Strasbourg, écrit : « Il existe déjà des pouponnières et des Kindergarten. Des structures sont créées pendant la guerre. Surtout, les femmes reçoivent une nouvelle allocation. Les aides de l’État et des communes se développent […] En revanche, lorsque le mari déserte, on supprime l’allocation ». Ce poids de l'histoire explique la spécificité des monuments aux morts d'Alsace-Moselle qui ne portent souvent que l'inscription lapidaire « À nos morts » en lieu et place du traditionnel « Morts pour la France ». Ce voile pudique, imposé par la défaite de 1918, recouvre le sacrifice de ces combattants, tombés pendant quatre ans pour un drapeau et une patrie qui n'étaient plus les leurs[réf. nécessaire].

### Projet de suppression et de partage duReichsland
L'empereur Guillaume II envisagea en août 1914 de supprimer le Reichsland Elsass-Lothringen à cause de l'ingratitude des Alsaciens-Lorrains envers leur souverain, cela en partie à cause de la fuite de certains Alsaciens-Lorrains à l'étranger (Suisse, France, etc.). Il était alors favorable au partage du Reichsland entre la Prusse et la Bavière, dans un but de germanisation plus radicale.
Le gouvernement bavarois adressa le 1er août 1917 au chancelier du Reich un long rapport pour justifier le rattachement du Reichsland à la Bavière, pour des raisons historiques, économiques et religieuses, mais restreignit finalement, en octobre, ses revendications en Lorraine au secteur à l'est de Forbach, ce qui devait probablement signifier le canton de Forbach et l'arrondissement de Sarreguemines et celles en Alsace aux circonscriptions de Wissembourg et Haguenau.
Après avoir consulté les parlementaires alsaciens-lorrains, le conseil des ministres de Prusse se rendit compte, le 1er octobre 1917, que le rattachement du Reichsland à la Prusse avait été proposé trop tard pour être effectué, et que son partage entre la Prusse et la Bavière (et même en y ajoutant la Bade) serait très difficile car mal accepté par les petits États du sud de l'Allemagne.
Après une vive opposition de certains ministres, le conseil proposa de faire du Reichsland un État fédéral, en prenant auparavant certaines mesures de germanisation, dont la suppression du concordat.
Le général Ludendorff dit qu'il ne fallait pas accorder d'autonomie à l'Alsace-Lorraine, car la sûreté militaire de l'Allemagne serait alors menacée. L'état-major n'approuvait que le rattachement à la Prusse, ou le partage entre la Prusse et les États du sud. Le fait que seule la Prusse était capable de « digérer » ce Reichsland fut également évoqué. De même qu'un Statthalter évoqua le fait qu'il fallait en profiter pour rattacher les cantons de Sarre-Union, Drulingen et la Petite-Pierre administrativement à la Lorraine, pour corriger l'attribution faite par erreur à l'Alsace par la Révolution française.
En 1918, était encore débattu l'annexion, le partage ou l'octroi de l'autonomie.

### Novembre 1918

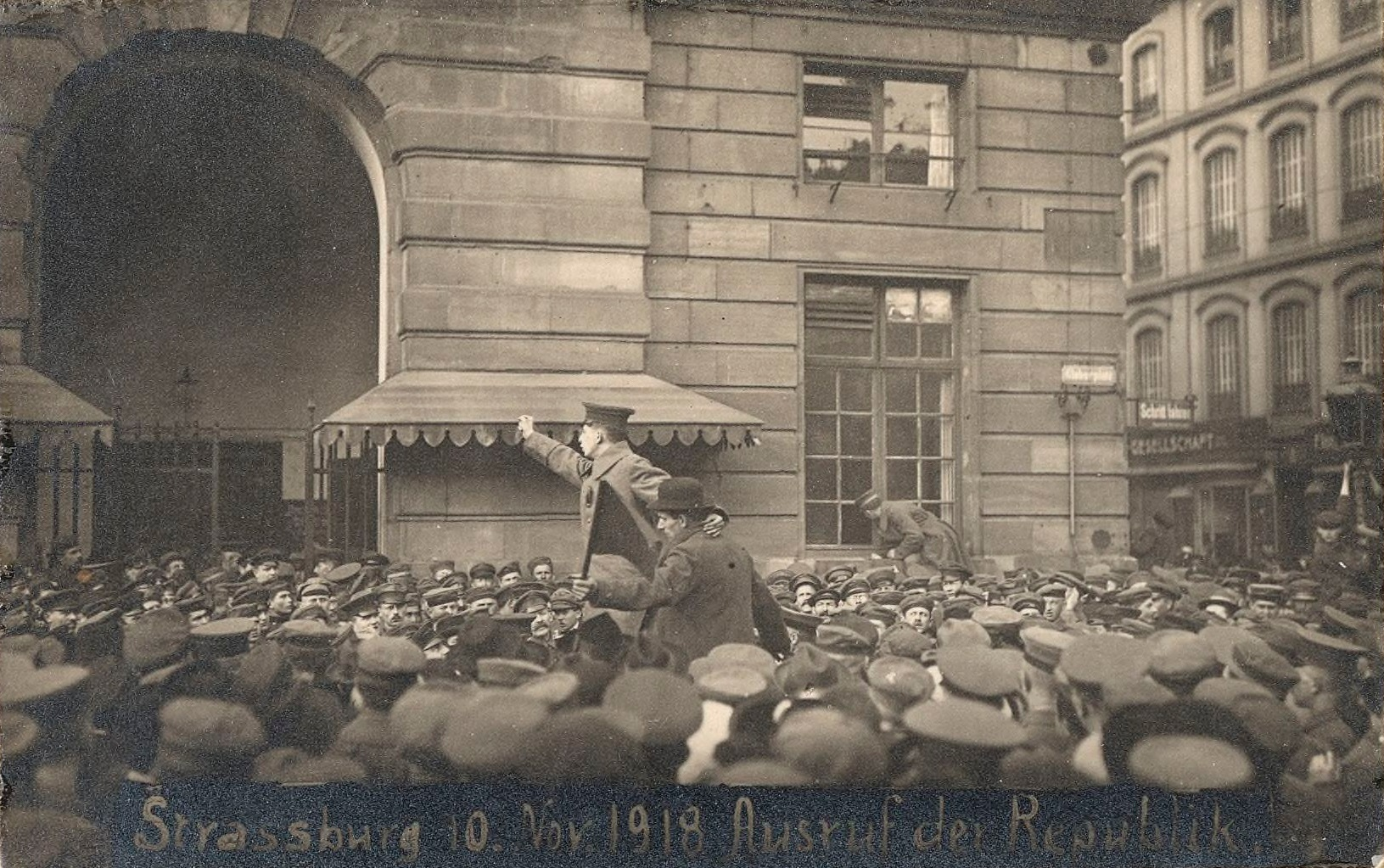
Proclamation de la République des conseils d'Alsace-Lorraine le 10 novembre 1918, place Kléber à Strasbourg.

La toute fin de la guerre verra de nombreuses manifestations dans la région, tout d'abord à Strasbourg le 9 novembre, puis dans le reste du Reichsland. Des conseils composés d'ouvriers et de soldats se forment dès le 10 novembre. À l'image de la première république des conseils de Bavière, un régime éphémère d'inspiration communiste est mis en place à Strasbourg, profitant du délitement de l'Empire allemand et des débuts de la révolution allemande de 1918-1919. Ce mouvement non reconnu, qui conteste la légitimité de l'assemblée nationale d'Alsace-Lorraine (composée des élus au Landtag), fait hisser le drapeau rouge sur la cathédrale Notre-Dame le 13 novembre, pendant que les autres grandes villes de la région suivent le mouvement initié à Strasbourg en formant chacune des soviets : ce fut le cas de Metz, Colmar et Mulhouse. L'insigne officieux de l'ancien organe parlementaire, témoignant d'une identité politique propre, est désormais utilisé officiellement par rapport à l'ancien drapeau marquant l'appartenance à l'Empire, symboliquement le territoire se démarque de l'Empire allemand. Cependant, dès le 17 novembre, l'armée française entre sur le territoire alsacien et reprend Mulhouse, les autres villes alsaciennes suivent dès le lendemain, c'est ensuite au tour de Metz le 19 novembre, jusqu'au contrôle complet de l'Alsace-Lorraine par l'armée française avec la fin de la reprise de Strasbourg le 22 novembre.

## Après 1918
Investie par les troupes françaises dès la fin de la Première Guerre mondiale, l'Alsace-Lorraine est officiellement restituée à la France par le traité de Versailles, le 28 juin 1919. L'Administration des chemins de fer d'Alsace et de Lorraine est créée le 19 juin 1919, avant même la signature du traité de Versailles, par l’État français pour gérer le réseau ferré du territoire.
L'ancien Reichsland est partagé en trois départements :
- la Moselle, qui reprend les limites du district de Lorraine et conserve les arrondissements de Sarrebourg et de Château-Salins (Meurthois avant 1871) ;
- le Bas-Rhin, qui reprend les limites du district de Basse-Alsace et conserve les cantons de Schirmeck et de Saales (Vosgiens avant 1871, quoique celui de Schirmeck est bas-rhinois avant 1795[40]) ;
- le Haut-Rhin qui reprend les limites du district de Haute-Alsace.

L'arrondissement de Belfort, détaché du Haut-Rhin en 1871 pour rester français, n'est pas davantage réuni à son département d'origine . Il devient en 1922 un département de plein exercice sous le nom de Territoire de Belfort.
Le département de Meurthe-et-Moselle demeure en l'état et conserve strictement les limites dans lesquelles il s'inscrit depuis 1871.
La Moselle, le Bas-Rhin et le Haut-Rhin bénéficient d'un régime juridique particulier, le Droit local d'Alsace-Moselle. Les textes administratifs français contemporains, notamment pour aborder les questions liées à ce droit local, utilisent l'expression « Alsace-Moselle » afin d'éviter une confusion avec la région Lorraine. L'usage du nom d'« Alsace-Lorraine » est ainsi proscrit en 1920 par une directive du gouvernement.
Sur le plan linguistique, dans les territoires ainsi recouvrés, le français remplaça l'allemand dans les services publics ainsi qu'à l'école selon la méthode d'enseignement directe, qui consistait sans transition à utiliser le français. Ce manque d'égard pour les populations majoritairement germanophones fut un drame, notamment pour les populations plattophones et alsacophones demeurées francophiles, alors même que les Allemands avaient laissé un enseignement francophone dans les parties non germanophones du Reichsland : en Moselle romanophone et dans le pays welche alsacien.
L'enseignement en Alsace-Lorraine est francisé avec succès, mais parvient cependant à résister aux tentatives de laïcisation du gouvernement français, en particulier celle du cartel des gauches en 1924 : la loi de séparation des Églises et de l'État de 1905 n'ayant pas concerné l'Alsace-Lorraine alors allemande, un avis du Conseil d'État établit en 1925 que la loi du 18 germinal an X appliquant le concordat de 1801 est toujours en vigueur.
Le concordat en Alsace-Moselle est maintenu, ce qui constitue en France une exception au système d'enseignement laïc.
Les Alsaciens-Lorrains furent divisés par une « commission des triages » en quatre classes de citoyens, celles-ci étaient marquées par les inscriptions A-B-C-D sur leur carte d'identité. Ce classement des citoyens fut établi en fonction de leur ascendance et caractéristique du degré supposé de francophilie ; chaque classe correspondait à des droits civiques différents.
Les autorités françaises mirent en place une politique d'épuration assez brutale, et environ 200 000 résidents lorrains ou alsaciens, décrétés « Allemands » ou considérés comme insuffisamment francophiles furent soudainement expulsés,, tandis que des Alsaciens et des Lorrains dont les familles avaient fui leurs régions natales lors de la perte du territoire en 1871 effectuent le mouvement inverse. La moitié des Allemands expulsés parvient ensuite à revenir à la demande des États-Unis.
L'incompréhension des soldats et de la population française face à la découverte de la réalité de la situation des Alsaciens-Lorrains, globalement bien intégrés dans le Reich, loin de la propagande instillée avant et pendant la guerre, la précipitation à vouloir intégrer le plus vite possible ces régions dans le giron républicain français, la francisation à outrance et les expulsions brutales, conduiront au « malaise Alsacien-Lorrain » qui se manifestera dès le début de l'année 1919, et jusqu'à la veille de la Seconde Guerre mondiale, se manifestant par un taux particulièrement élevé de soutien pour les partis autonomistes lors des différentes élections.
Pendant la Seconde Guerre mondiale, l'ancien territoire d'Alsace-Lorraine est, comme le reste de la France, occupé par l'Allemagne nazie. La question de ce territoire n'est pas abordée par l'armistice du 22 juin 1940 : le territoire reste donc juridiquement français durant toute la durée de la guerre. Dans la réalité des faits et le vécu de la population, ces territoires subissent de la part du régime nazi une annexion officieuse, et en pratique une intégration dans le troisième Reich ; la Moselle étant intégrée au Gau Westmark, l'Alsace au Gau Baden-Elsass. L'épisode le plus douloureux et spécifique de cette période sera l'intégration des Alsaciens et Mosellans dans l'armée allemande, par l'incorporation de force et le drame des Malgré-nous.
L'Alsace-Moselle conserve encore au XXIe siècle des spécificités en matière de droit local, héritées de la période du Reichsland, ou antérieures à 1870 et jamais annulées.
S'il n'existe aucune collectivité territoriale ni circonscription administrative française regroupant spécifiquement les deux départements alsaciens et le département de la Moselle, les trois départements sont intégrés à la région administrative Grand Est depuis le 1er janvier 2016. Cette décision étatique rencontre une très forte opposition en Alsace, dont les élus tentent sans succès un certain nombre de recours. Après plusieurs années de bataille juridique, la demande de différenciation territoriale est en partie reconnue : le 1er janvier 2021, les départements du Bas-Rhin et du Haut-Rhin sont réunis au sein de la collectivité européenne d'Alsace. En 2019, La Moselle reprend les grandes lignes du projet alsacien, et dépose une demande officielle de  différenciation territoriale, appelée "Eurodépartement" , qui devient son symbole public.

## Hommage à l'Alsace-Lorraine
De nombreuses villes françaises comptent des voies urbaines dénommées portant le nom d'Alsace-Lorraine :
- Rue d'Alsace-Lorraine (Paris)
- Boulevard Alsace-Lorraine (Amiens)
- Rue d'Alsace-Lorraine (Nice)
- Rue d'Alsace-Lorraine (Toulouse)
- Rue d'Alsace-Lorraine (Vesoul)
- Rue Alsace-Lorraine (Rouen)
- Rue Alsace-Lorraine (Rueil-Malmaison)
- Rue d'Alsace-Lorraine(Reims)
- Avenue Alsace-Lorraine (Bourg-en-Bresse)
- Avenue Alsace-Lorraine (Grenoble)
- Avenue Alsace-Lorraine (Chambéry)
- Cours d’Alsace et Lorraine (Bordeaux)

La Brigade indépendante Alsace-Lorraine était une unité militaire française active au cours de la Seconde Guerre mondiale.

## Sources d'archives
Durant l'entre-deux guerres, le ministère de la Justice a conduit un important travail législatif concernant l'Alsace-Moselle. Voir la fiche de présentation sur le site du ministère de la Justice.